# Karl Theodor Gremmler
Karl Theodor Gremmler (4. ledna 1909, Hannover – 11. června 1941, Kandřín-Kozlí) byl německý fotograf, který působil především v Brémách a Berlíně.

## Životopis

### Původ
Paul Berthold Karl Theodor Gremmler se narodil jako syn obchodníka Karla Friedricha Augusta Gremmlera a jeho manželky Elisy Marie Anny Gremmlerové, roz. Lankau v Hannoveru. Navštěvoval Kaiser-Wilhelm-Gymnasium v Hannoveru a po absolvování školy se pravděpodobně vyučil jako reklamní úředník, ale o Gremmlerově mládí a vzdělání není nic známo.

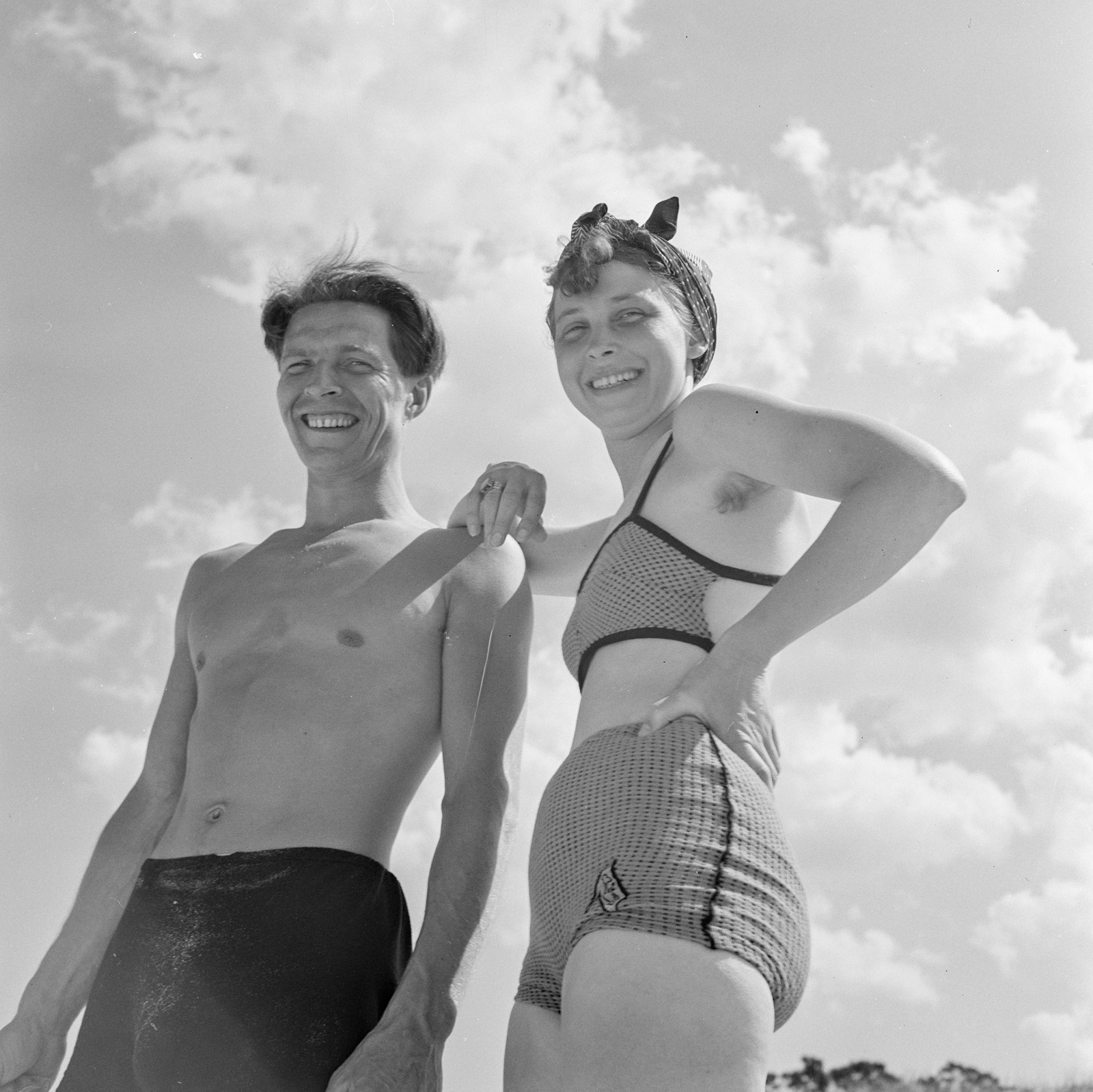
Karl Theodor a jeho manželka Elisabeth Gremmlerová v roce 1938

Vzhledem ke zkušenostem s uměním vznikla se historikové domnívají, že budoucí fotograf se své umělecké dovednosti naučil již v Hannoveru. Byl pravidelným hostem v legendárním salonu Käte Steinitzové, kam chodili Kurt Schwitters, El Lisickij, Mary Wigmanová, László Moholy-Nagy, Theodor Lessing a mnoho dalších a kde se spřátelil s Albertem Rengerem-Patzschem a také Heinem Gornym, svým budoucím studiovým partnerem. Kromě pozdějšího, nedatovaného věnování Käte Steinitz, nelze v této době doložit kontakty v uměleckých kruzích. Kromě práce prodavače reklamy se jeho manželka Elisabeth „Peschka“ Gremmlerová, roz. Fischerová (10. září 1905 – kolem roku 1974 v Rickenbachu), kterou si vzal za manželku 23. července 1932 v Brémách. Jako tkadlena v hohenhagenské ruční tkalcovně založené Eberhardem Ernstem Osthausem v prostorách Hohenhofu byla jistě velmi dobře obeznámena s myšlenkou umělecké skupiny Deutscher Werkbund.

### Začátky v Brémách a první úspěchy
Je doložitelné, že Gremmler - podle informací od syna jako samouk - se zaregistroval 24. října 1932 v Brémách jako fotograf. Tam provozoval studio na Martinistraße 3/4 až do června 1935. Poté se přestěhoval do Herderstraße 92 až do září 1937. Poté se jeho studio až do ledna 1939 nacházelo na adrese Elsasser Straße 68.
Bližší pohled na první negativy, které vznikly pravděpodobně na podzim roku 1932, ukazuje, že Gremmler na počátku své fotografické tvorby téměř systematicky pracoval na formálním idiomu Nová vize a Nová objektivita, který musel znát z reklamního průmyslu, pravděpodobně stejně dobře principy designu Bauhausu. Jeho nejstarší snímky jasně ukazují rozmanitost motivů a stylů, v podobném duchu jako tvořili Albert Renger-Patzsch, Aenne Biermann, Ilse Bing nebo Hein Gorny. Jedna z jeho prvních fotografií, negativ č. 17, pořízená na pracovišti jeho manželky v ruční tkalcovně v Hohenhagenu, vyšla s názvem „Schiffchen im offen Fach“ v březnu 1933, krátce po narození syna Tomase (26. února 1933 v Brémách – 30. března 2020 v Uffing am Staffelsee), jako titulní fotografii časopisu Werkbund „Die Form: Magazín pro kreativní práci“.

### Práce pro Nordsee-Magazin
O něco později, v červnu 1933, byl Gremmler schopen umístit první fotografii do Nordsee Magazin, zákaznického časopisu německého pobřežního rybolovu v Severním moři. Následující měsíc se jedna z jeho fotografií, zátiší s rybami, objevila na obálce časopisu, kam od té doby pravidelně dodával obrazový materiál. Tiskly se nejen jeho fotografie, které navazovaly na estetiku moderny, ale i fotomontáže jako zásadní stylistický prostředek nové vize, který se v prvním roce NS diktatury mohl ještě používat jako osvědčený reklamní a agitační nástroj. Předtím, než byli příliš blízko k exilové propagandě, zejména k práci Johna Heartfielda pro Arbeiter-Illustrierte-Zeitung, již nebyly žádoucí.
Gremmlerův relativně rychlý úspěch lze považovat za typický pro pozdvižení po uchopení moci. Poté, co byl průmysl arizován zákonem o editorech a přední osobnosti emigrovaly, byla po mladých fotoreportérech vysoká poptávka. Nordsee Magazin dal Gremmlerovi také prostor pro experimenty a umělecky ambiciózní fotografie, ale především se hlásil k heslu „Jezte více ryb!“. Zvýšení spotřeby ryb bylo ústředním zájmem společnosti a jejího podnikového časopisu a zároveň to byl národní cíl pro účely výživy. Gremmlerovy fotografie byly v tomto ohledu přímo integrovány do propagandistické mašinérie, ale zároveň stojí v tradici avantgardního vizuálního jazyka.
Sebeobraz fotografa orientovaného na Bauhaus a Werkbund dokládají mimo jiné jeho hlavičkové papíry zasazené do fontu Futura, které typografií a uspořádáním připomínají publikace Verlag Hermann Reckendorf, které do roku 1932 nejen vydávaly „Die Form“., ale také epochální „Es kommt der neue Fotograf!“ (1929) Wernera Graeffa nebo „Mechanisierte Grafik. Schrift, Typo, Foto, Film, Farbe“ (1930) Paula Rennera.
Zatímco fotograf důsledně sledoval tuto linii, změnil se vzhled časopisu Nordsee, který byl od roku 1935 zasazen do novogotického stylu a přeměněn ze zákaznického časopisu na magazín pro kontrolu spotřeby s cílem ekonomické soběstačnosti. Společnost Nordsee AG, nyní 49 % ve vlastnictví holandsko-britské společnosti Unilever, byla pouze inzerentem. Moderní reklamní jazyk zavedený Wilhelmem Roloffem však zůstal – ve své základní podobě – stejně jako zaměření na zvýšení spotřeby ryb. Zájmově motivovaný Nordsee Magazin dal Gremmlerovi nejen "výlohu" pro jeho fotografie s velmi širokým záběrem (náklad až 252 000 výtisků v roce 1937), ale především byl základem jeho dlouhodobé spolupráce s nakladatelem Hansem A. Keunem a s rybím průmyslem.

### Umělecký průlom
Po necelých dvou letech fotografické praxe se však Gremmlerovy fotografie dostávaly nejen do reklamního průmyslu a ke čtenářům německých časopisů, ale jsou uznávány i mezinárodně. Již v roce 1934 byly některé jeho fotografie k vidění na renomované výstavě IXe Salon international d'art photographique, kterou v Paříži uspořádala společnost Société française de photographie et de cinématographie. V následujícím roce se tři z těchto fotografií objevily ve výročním speciálním čísle Photographie francouzského uměleckého časopisu Arts et Métiers Graphiques (AMG), založeného Charlesem Peignotem, tedy v jedné z nejvýznamnějších vitrín mezinárodní fotografické avantgardy - vedle fotografií Margaret Bourke-Whiteové, Marianny Breslauer, Heina Gornyho, Florence Henri, Ewalda Hoinkise, Horsta P. Horsta a mnoha dalších - ve „fotoročníku s velkými záměry umění a profesionální fotografie, pokračující v dílech každoročně prezentovaných jako nejlepší".

### Arbeitswelt a Frauenarbeit (Svět práce a Práce žen)
Dalším oblíbeným Gremmlerovým tématem byly fotografie ze světa práce, zejména pracujících žen v nejrůznějších profesích. Je třeba ještě objasnit, zda tyto snímky vznikly na objednávku Německé pracovní fronty (Deutsche Arbeitsfront) nebo Deutsches Frauenwerk, nebo zda tím Gremmler upoutal pozornost masových organizací. Osm jeho fotografií bylo publikováno v listopadu 1935 pod názvem „Tvář pracující ženy“ v NS-Frauen-Warte poté, co byl předtím vystaven větší výběr ve formě velkých podsvícených diapozitivů na düsseldorfské výstavě „Frau und Volk“. V následujícím roce vyšly fotografie také jako opulentní ilustrovaná kniha s názvem „Tagewerk und Feierabend der schaffenden deutschen Frau“ („Denní práce a volno po práci pracující Němky“). Kniha vyšla ve čtyřech jazycích a je třeba ji chápat jako aspekt zahraniční propagandy v olympijském roce. Tento propagandistický svazek dal Gremmlerovi prostor pro umírněnou moderní obraznost: pohledy shora, diagonální sekvence, výřezy a řezy, pohledy zdola. Publikace ukazuje, jak se do řetězců symbolů a významových vzorců nacistického státu zařazovaly základní kompoziční vzorce modernismu, které se rozvinuly na konci 20. let. Podle Rolfa Sachsse spojení s prvky Nové vize posloužilo ke zdůraznění modernosti a kosmopolitnosti nacistického státu.
Pro fotografa tato publikace podpořila jeho přijetí do Společnosti německých fotografů (Deutsche Fotografische Akademie), která byla v roce 1933 upravena: „Tagewerk und Feierabend der schaffenden deutschen Frau“ a byla zařazena do „Das Deutsche Lichtbild – Jahresschau 1937“. Zatímco fotografie ze světa práce se vyznačují spíše zdrženlivým, moderním vizuálním jazykem, Gremmler šel s dobou marketingově a multimediálním využitím svých snímků: výstav, časopisů, ilustrovaných knih.

### Reklamní fotografie

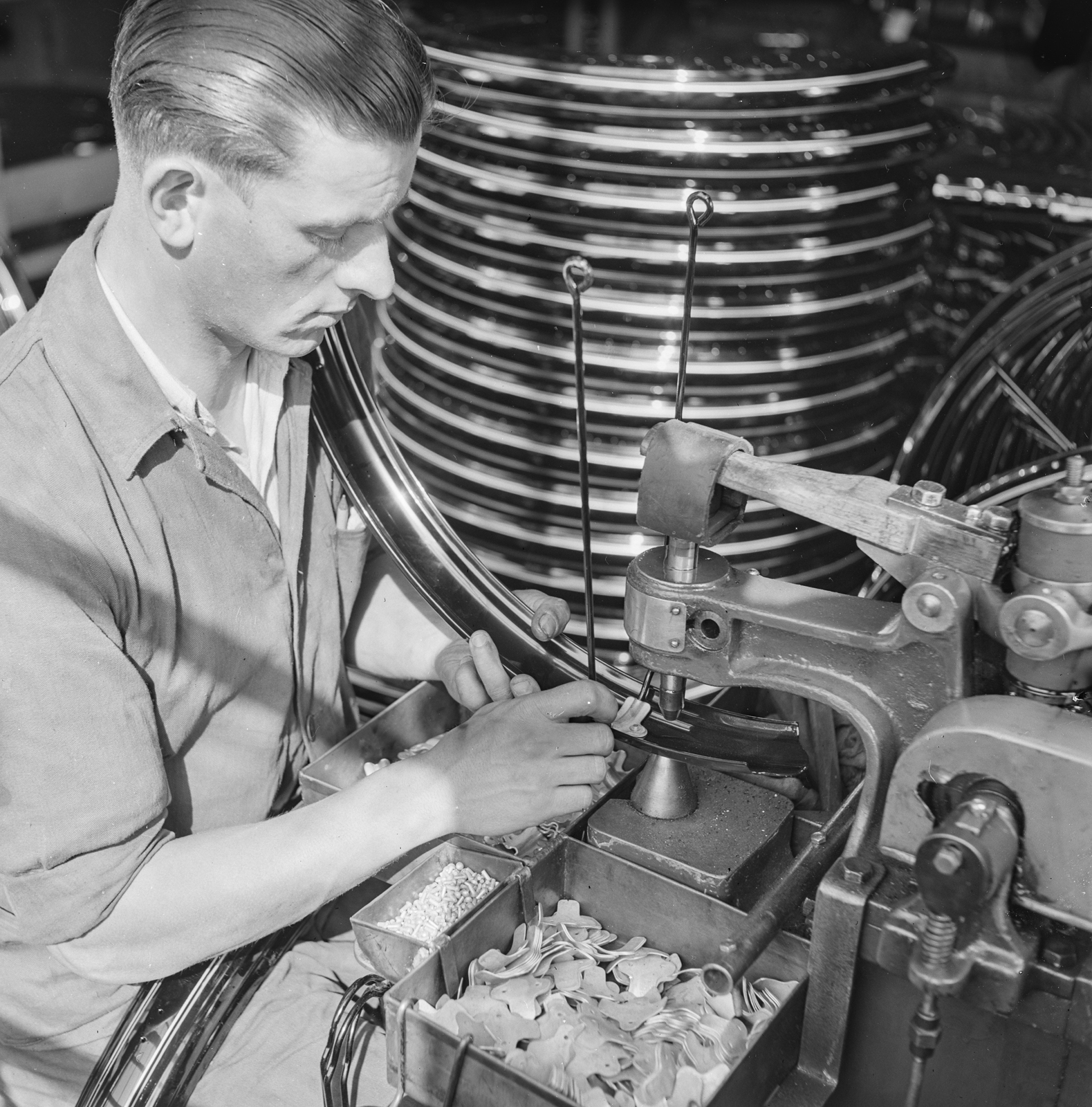
Děrovací stroj na blatníky, Wanderer-Werke

Nejdůležitější oporou fotografa však zůstala jeho práce pro průmysl. Přijal reklamní zakázky pro řadu společností (AEG - Bahlsen - Blaupunkt - Borgward - Kaffee Hag - Telefunken - Wanderer-Werke - a mnoho dalších) a etabloval se jako "Mistr reklamní fotografie", podle názvu portfolia v roce časopis „Gewerbesgraphik“ v červenci 1937“.
Ve stejném roce byla jeho práce oceněna samostatnou výstavou asi 200 děl v Oldenburgisches Landesmuseum, která byla poté vystavena v Museum Folkwang. Snímky byly přijaty do tisku jako „mistrovská díla“ „co do kompozice snímků a především jejich technické důkladnosti“. Oldenburský ředitel Walter Müller-Wulckow byl jedním z prvních muzejních ředitelů, kteří vnímali fotografii jako uměleckou formu, a v roce 1929 vystavoval díla Aenny Biermannové a Alberta Renger-Patzsche a také Karla Blossfeldta – a později Karla Theodora Gremmlera. Gremmlerova několikaletá spolupráce s Müller-Wulckowem a Landesmuseem začala již před oldenburskou retrospektivou. Gremmler byl mimo jiné pověřen pořízením fotografií věcí a předmětů pro „průvodce uměním a řemesly a místními starožitnostmi na základě nových akvizic“ (1938).

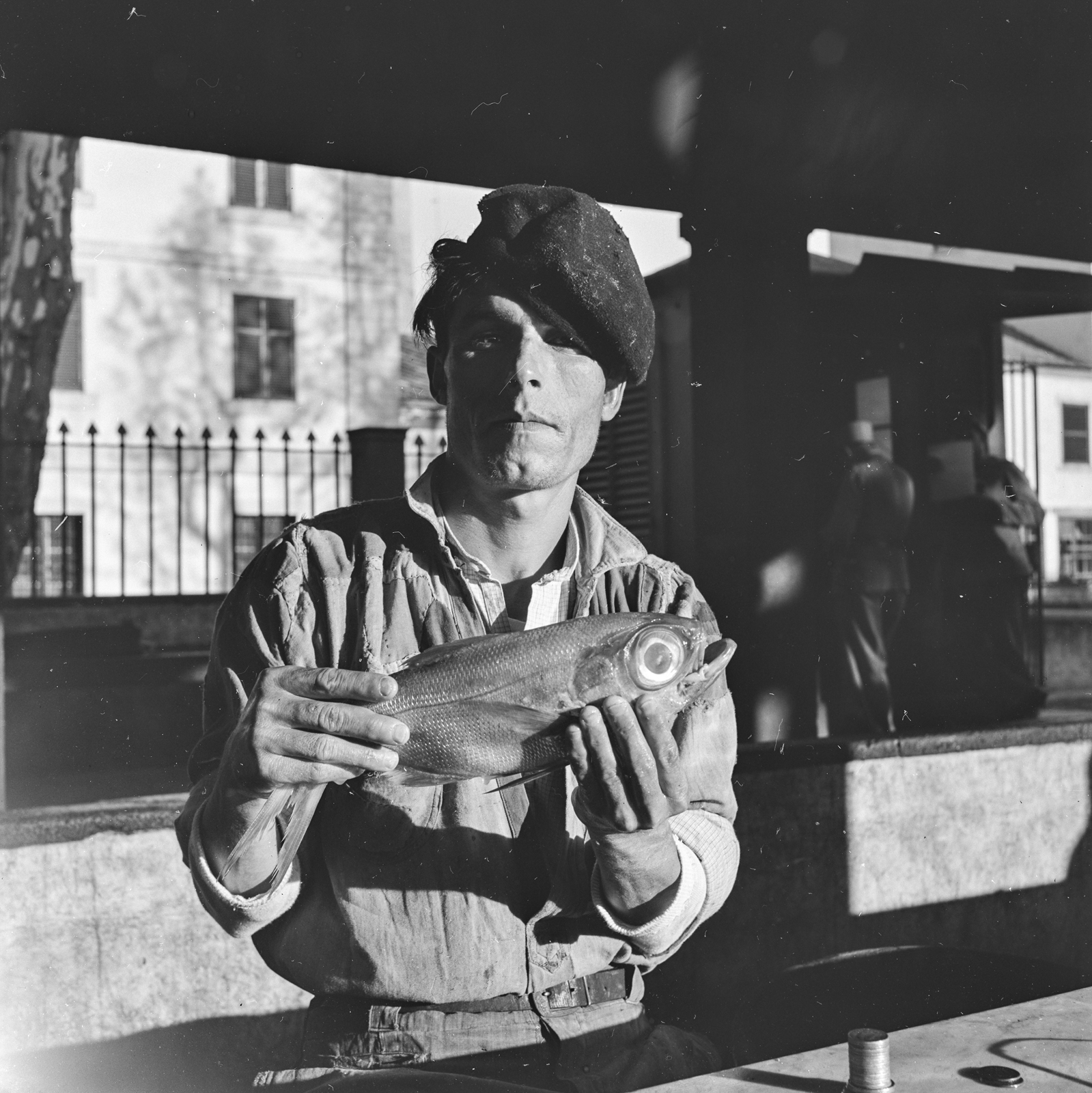
Prodavač ryb (záznam z Vánoční Silvestrovské cesty)

Jeho zařazení do GDL, jeho přítomnost v „Das Deutsche Lichtbild“, jeho pozitivní přijetí v odborném tisku a jeho osobní výstava v muzeu byly zjevně doprovázeny značným finančním úspěchem. Řada fotografií ukazuje Gremmlera s rodinou jako hrdého majitele kabrioletu Borgward Hansa 1100 a také si dovolil výlety lodí: od 20. prosince 1938 do 6. 1. ledna 1939 se s manželkou zúčastnil severoněmeckého Lloydova „vánočně-silvestrovského výletu“ na lodi General von Steuben (Bremerhaven-Lisabon-Severní Afrika-Madeira-Kanárské ostrovy-Bremerhaven).

### Stěhování do Berlína

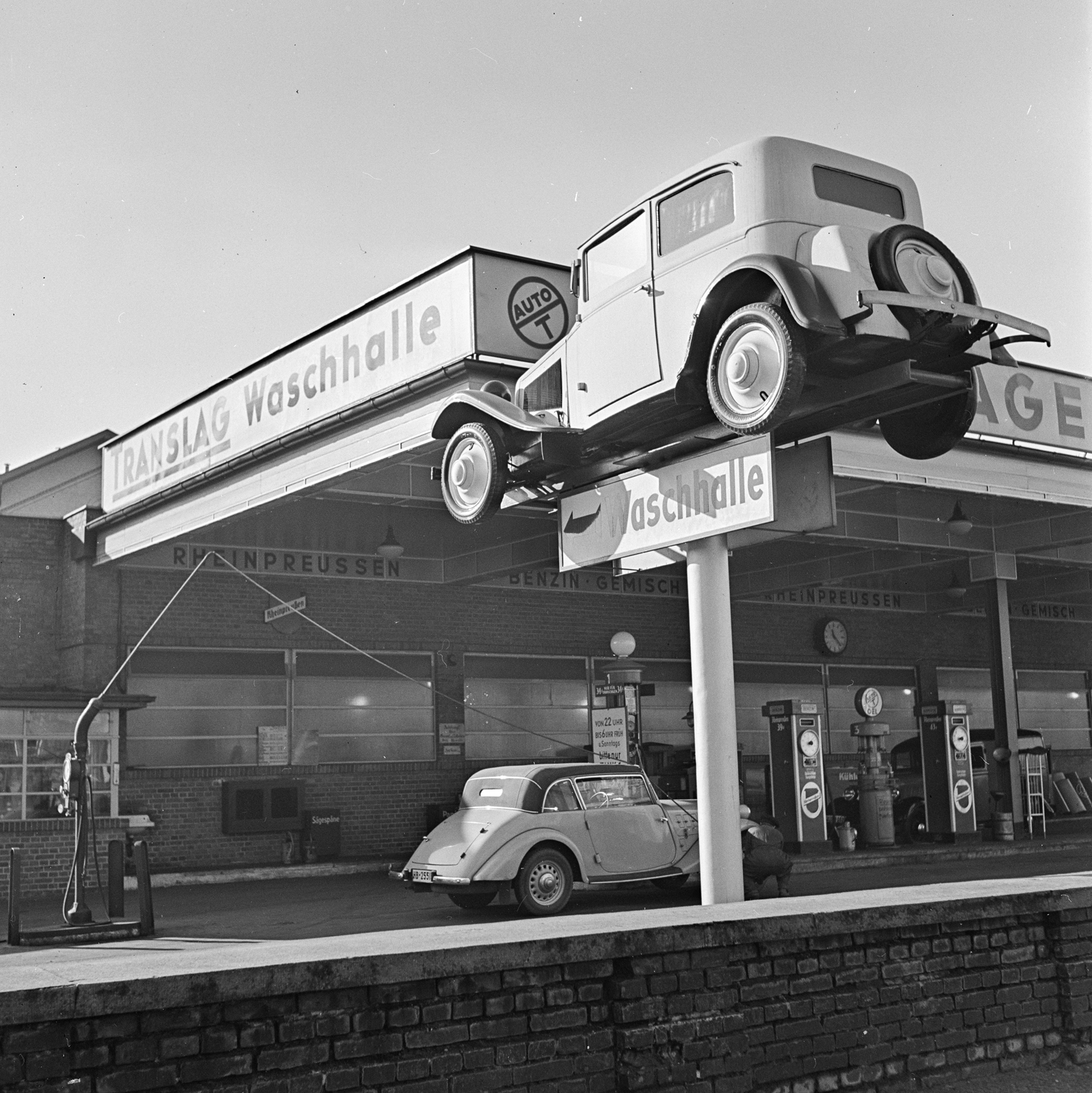
Mycí hala Translag v Berlíně-Kreuzbergu (1938)

Po těchto profesionálních úspěších se Gremmler v lednu 1939 přestěhoval do Berlína a tím do centra německého tisku. Koncem roku 1938 koupil ateliér Heina Gornyho na adrese Kurfürstendamm 35, který v roce 1935 převzal od fotografky Lotte Jacobiové, která jako Židovka musela emigrovat do New Yorku. Gornyho původně plánovaná emigrace do USA se však nezdařila, takže Karl Theodor Gremmler a Hein Gorny začali provozovat berlínské studio zhruba od února 1939, zpočátku jako „Fotografie Gremmler-Gorny. Ateliér pro moderní fotografii“ provozovali společně. Zhruba od roku 1940 oba fotografové nadále působili pod stejnou adresou, ale jako samostatné ateliéry.

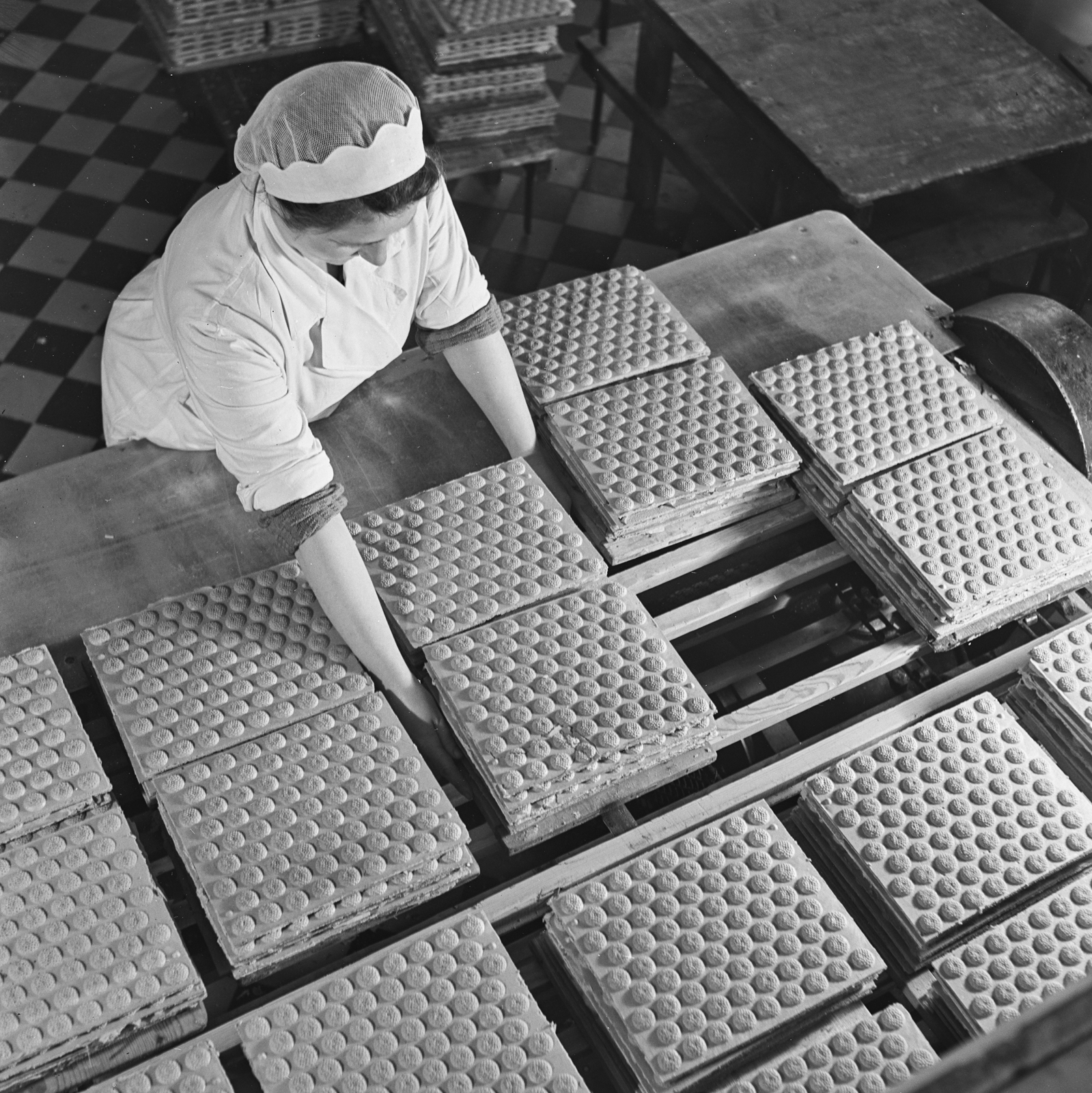
Výrobní dělnice ve společnosti Bahlsen, 1938–1939

V roce 1939 oba také pracovali na společných projektech jako „H. Bahlsens Keksfabrik 1889-1939“, pamětní publikace k 50. výročí koncernu. Na rozdíl od toho, co se dříve předpokládalo, fotografie firemním písmo, které Emil Preetorius vzorně navrhl, nepochází převážně od Heina Gornyho, ale – jak ukazují negativy – z velké části od Karla Theodora Gremmlera.

### Muži v síti

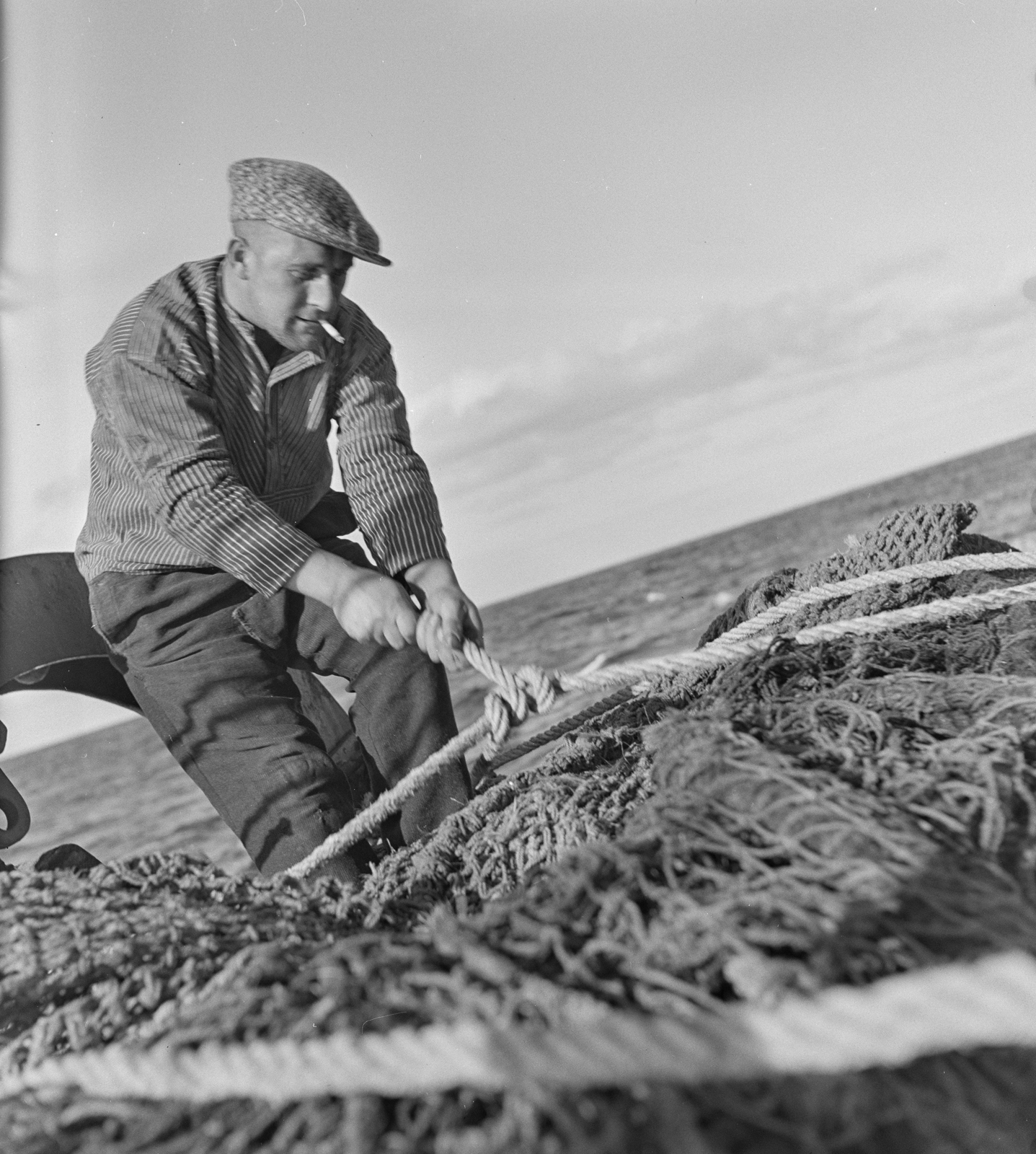
Práce na síti za jízdy, ze série Muži v síti, 1938

Uměleckým vrcholem Gremmlerovy tvorby je bezesporu ilustrovaná kniha Männer am Netz (Muži v síti) vydaná v roce 1939. Vydalo ji nakladatelství Hans A. Keune, které se specializuje na chov ryb, v žádném případě nejde o literaturu faktu, ale spíše o pozdější vrchol Nové fotografie, fotoknihu pojatou z pohledu fotografa, s moderním uspořádáním a na svou dobu téměř provokativními snímky. Stejně jako v „See Sand Sonne“ od Arvida Gutschowa (1930) neobsahuje téměř žádné celkové pohledy, ale spíše silné detailní záběry, neobvyklé řezy, tvrdé stíny, šikmé a spodní pohledy a pohledy shora. Je porušena konvence umisťování obrazových prvků doprostřed, důsledně implementován vizuální princip a upuštěno od titulků v rámci vývoje stránky. Po stranách je dostatek místa pro bílou, uspořádání obrazu je reportážní, místy připomíná filmové sekvence. V rytmickém střídání technických objektů, detailních studií a lidské práce se vzadu neobjevují žádné propagandistické detaily jako vlajky s hákovým křížem. Série snímků nezobrazuje žádné výrazné orientační body a nenabízí prostorovou orientaci. Námořní plavba nebo rybaření jsou prezentovány jako do značné míry nemístný, elementární zážitek, pro nějž označení „romantismus mořského rybolovu“ používané v recenzích zaostává.
Přes všechny umělecké kvality byla fotokniha v kontextu edičního programu – vedle „Nordsee Magazinu“ vydával Keune téměř výhradně publikace o rybím a potravinářském průmyslu – ale také exkluzivní reklamní médium pro rybářský průmysl a kvazi předkrm ke konzumaci ryb. V této souvislosti: Wir stellen uns um! Ernährungsfibel für die deutsche Hausfrau („Měníme se! Nutriční slabikář pro německou hospodyni“ byla další knižní publikace, ilustrovaná četnými Gremmlerovými fotografiemi a věnovaná popularizaci německého válečného potravinářského průmyslu. Navrženy tak, aby byly světy konvenčnější než „Muži v síti“, (redukované) dynamické kompoziční formy a osvědčené strategie komerční reklamy v „Nordsee-Magazin“ musely sloužit ke zprostředkování a akceptování státních cílů a k dosažení účasti občanů.

### Borgward

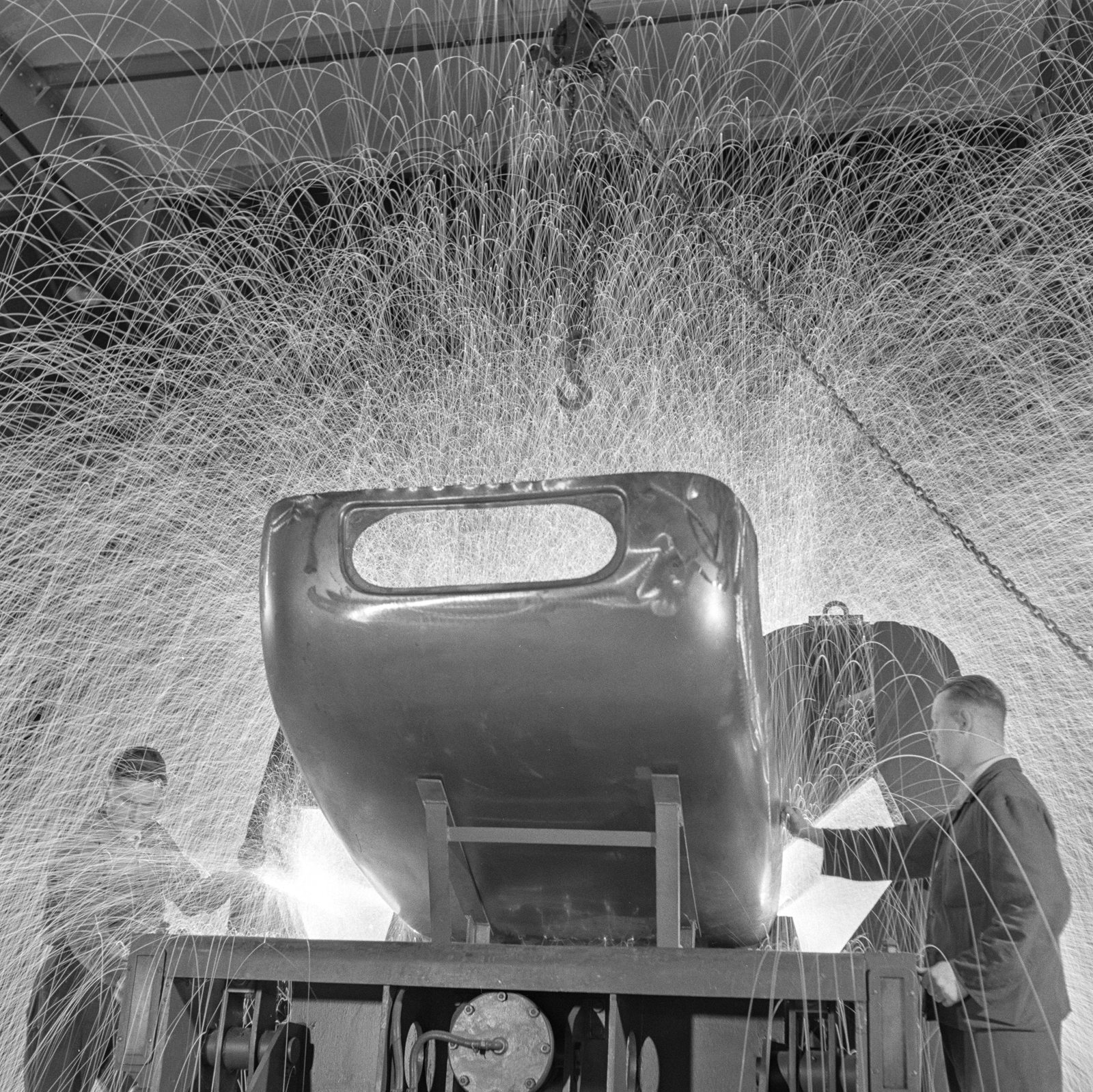
Zpracování karoserie v Borgwardu (1938)

Gremmler od roku 1938 pravidelně fotografoval pro Bremer Borgward-Werke, včetně inaugurace továrny v Sebaldsbrücku. Na rozdíl od „Muži v síti“ není publikace „2 PS machen Karriere“, která vyšla v roce 1941, fotoknihou, ale historií společnosti s ilustracemi. Přesto se i pod záštitou válečného hospodářství používají osvědčené moderní stylistické prostředky, jako je diagonální uspořádání duplikovaných prvků. Tento příklad ještě více než výše uvedené publikace ilustruje, že způsoby vidění vyvinuté během Výmarské republiky byly po roce 1933 přijaty téměř hladce. Na rozdíl od hanobení moderny ve výtvarném umění se nový vizuální jazyk ve fotografii již pevně usadil a mohl zastávat progresivitu i v totální válce.

### Andersen & Co KG

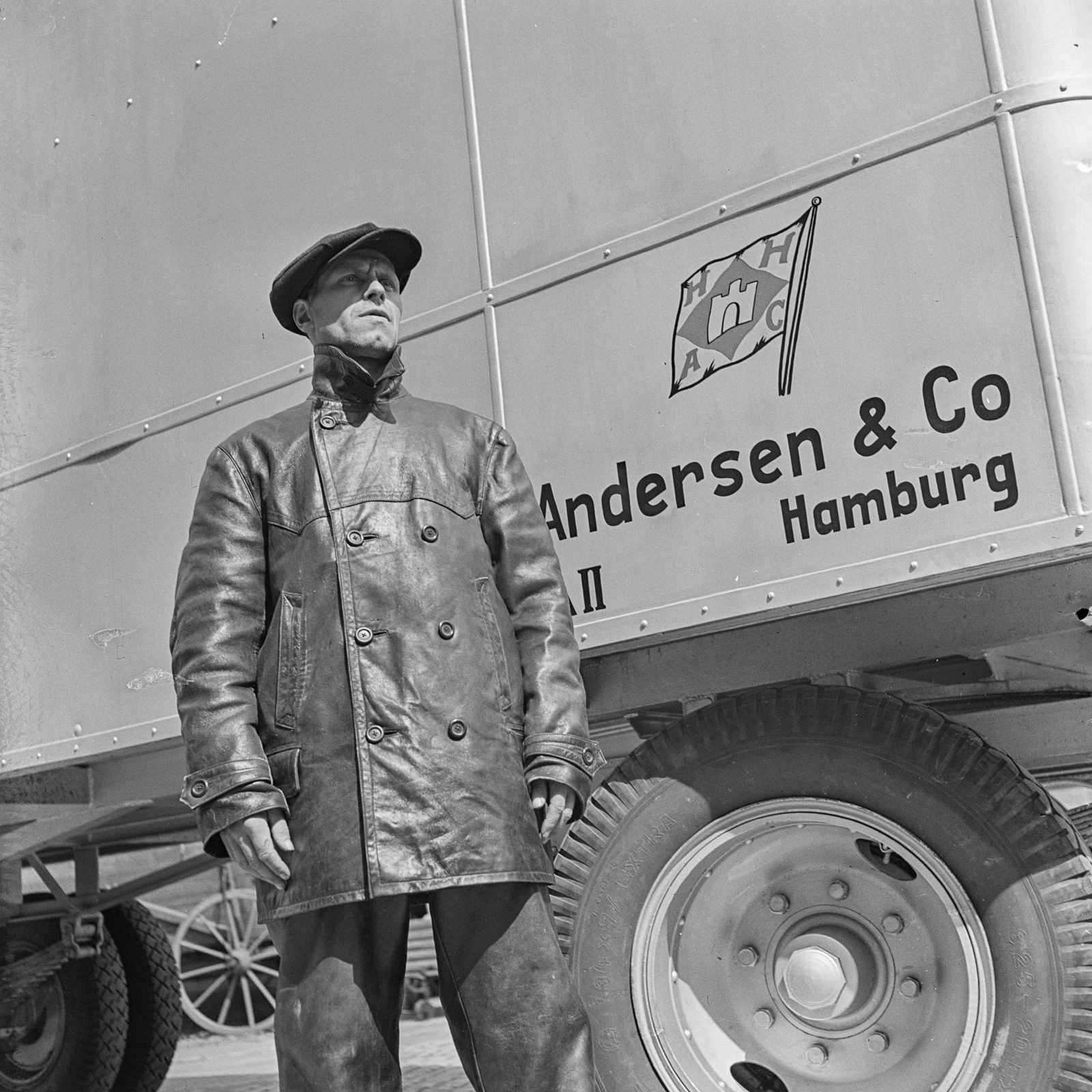
Muž v kabátě před přívěsem společnosti Andersen and Co., Hamburk, 1940

Nejvýznamnějším Gremmlerovým klientem byla v roce 1940 pravděpodobně offshore rybářská společnost Hamburg, Andersen & Co KG, v níž od roku 1938 držel podíly průmyslový magnát Philipp Fürchtegott Reemtsma. V tomto roce vznikly rozsáhlé série dokumentující zemědělskou výrobu a průmyslové zpracování v různých výrobních závodech v Německu, včetně Bramsche a Gifhornu. Gremmler fotografoval celý procesní řetězec pro různé druhy ovoce a zeleniny, od sklizně přes všechny fáze třídění a zpracování až po zajištění kvality. Za důvod lze považovat zavedení a zavedení procesu zmrazování vzduchem Heckermann společností Andersen & Co. Aby se zlepšil přísun vitamínů, zejména během války, výzkum výživy a průmysl mražených potravin byly masivně financovány nacistickým státem. Financování a nastolení nového výrobního procesu obnášelo velkou propagandu, kterou doprovázely mimo jiné odborné publikace nakladatelství Hans A. Keune s využitím Gremmlerových snímků.

### Průmyslová fotografie v kontextu národně socialistických ekonomických programů

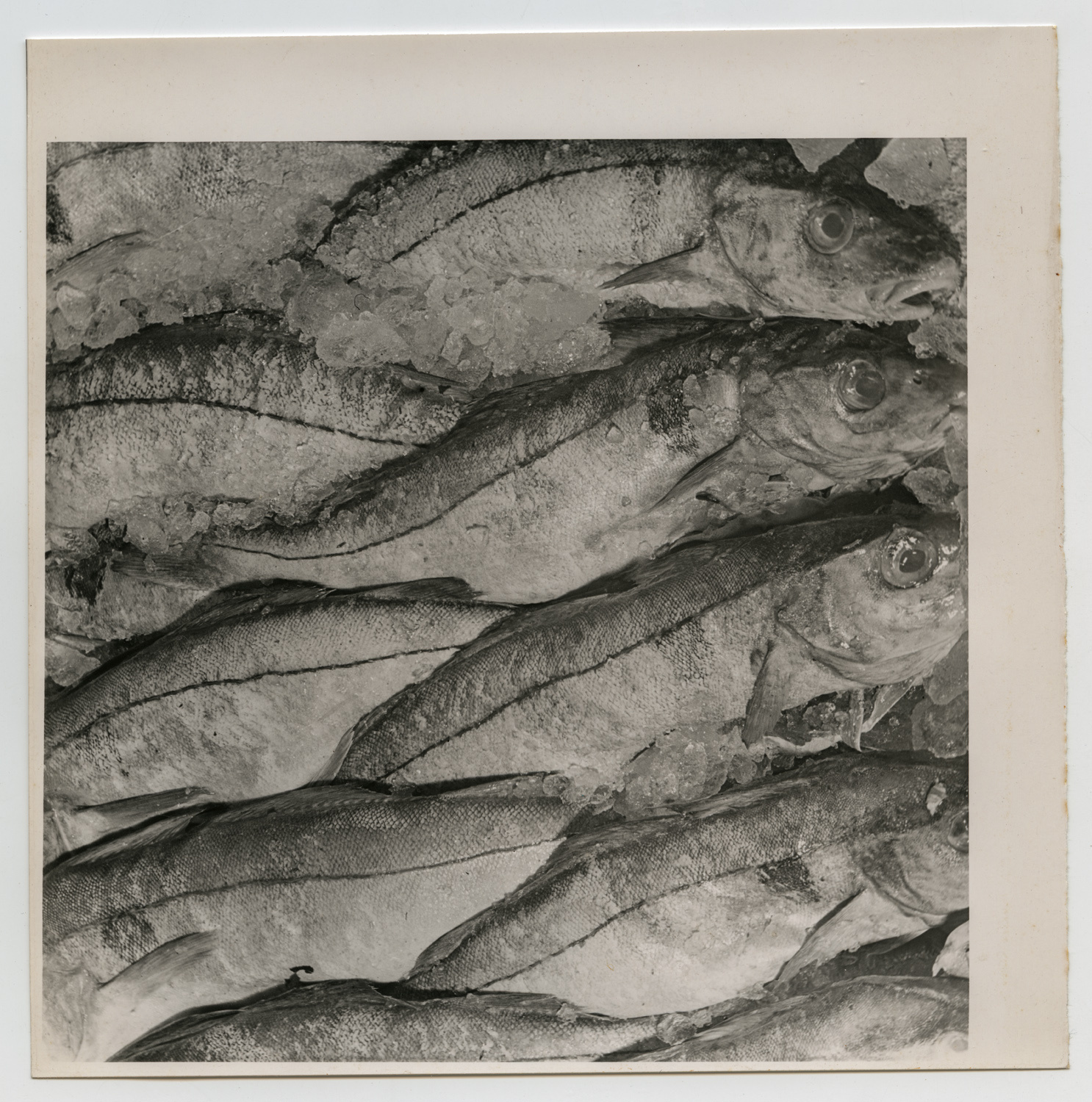
Treska jednoskvrnná balená v ledu

Opatření a s nimi i Gremmlerovy fotografie jsou v kontextu národněsocialistického hospodářského programu, podle kterého měla tzv. druhá čtyřletka z roku 1936 dosáhnout do čtyř let hospodářské a vojenské války pomocí soběstačnosti a nuceného zbrojení. To nabídlo Reemtsma Group příležitost k systematickému rozšiřování svých obchodních oblastí. Klíčovou součástí této expanzní strategie bylo zprovoznění „Hamburku“ jako první plně mrazírenské tovární lodi společnosti Andersen and Co. v roce 1940. Měl – na hony vzdálený od „Mužů v síti“ – filetovací systémy pro 50 tun ryb denně, rozsáhlý chladicí systém pro uchování v hlubokém mrazu a mrazicí prostory pro 1500 tun ryb. Nová tovární loď byla také Gremmlerem rozsáhle fotografována v několika sériích. Přes kontrolu spotřeby, rozsáhlou reklamu a řadu opatření ke zvýšení spotřeby ryb se ambiciózní cíl zdvojnásobení spotřeby ryb na hlavu vyhlášený ve čtyřletém plánu nepodařilo splnit, ve vztahu k úsilí zůstaly úspěchy skromné.
S Nordsee AG a Andersen & Co dodával Gremmler velkým hráčům v odvětví ryb a mražených potravin obrazový materiál několik let. Propojení mezi fotografem a rybářským průmyslem, mezi publikacemi v časopisech, ilustracemi kuchařek a výživových příruček, reklamními a dokumentárními fotografiemi až po fotografické knihy je v podstatě vydavatel Hans A. Keune, Gremmler s „Muži v síti“ vydání jedné z nejpozoruhodnější fotoknihy pozdní doby, které vznikly ve 30. letech 20. století.

### Povolání a předčasná smrt
Ještě předtím, než vyšla kniha Borgward v roce 1941, dne 1. prosince 1940 byl Gremmler povolán do Wehrmachtu. Na jeho spisovém lístku ve Spolkovém archivu (Spolkový archiv / spis B 563-1) je kromě hodnostního zápisu Pz-Oberschütze uveden i ručně psaný dodatek „fotograf“, ale Gremmler nebyl, na rozdíl od tehdejšího předpokladu, členem propagandistické společnosti. Z negativů však vyplývá, že byl přesto pověřen fotografickými úkoly v rámci svého útvaru.
Dne 11. června 1941 zemřel Karl Theodor Gremmler při nehodě poblíž Heydebrecku/Horní Slezsko (Kandřín) při přepravě vojáků do Ruska. Byl pohřben na hřbitově Worpswede v Zionskirche.

## Mezi avantgardou a státem - fotografická tvorba

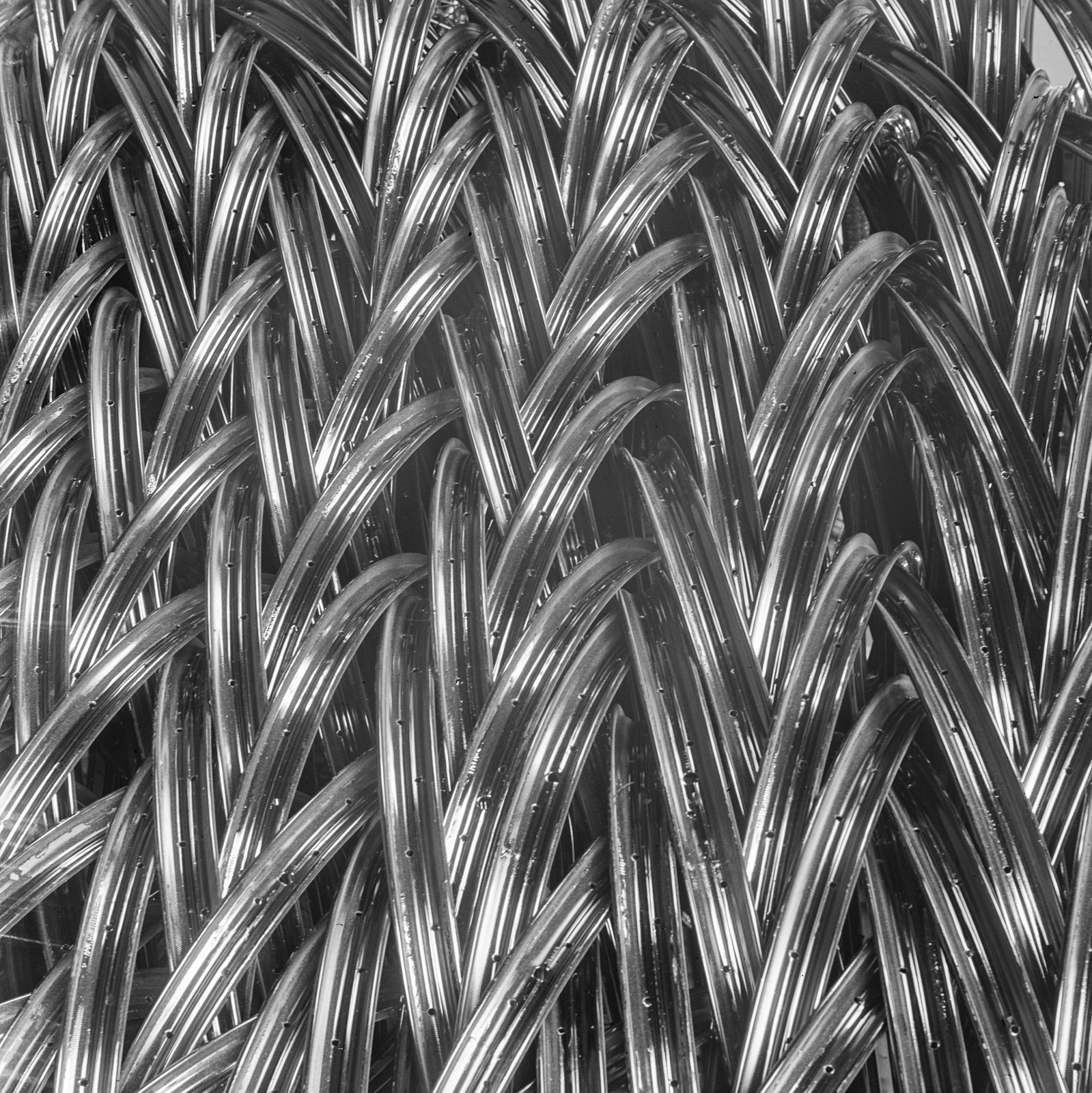
Moře z ráfků v továrně Wanderer v Schönau u Chemnitzu

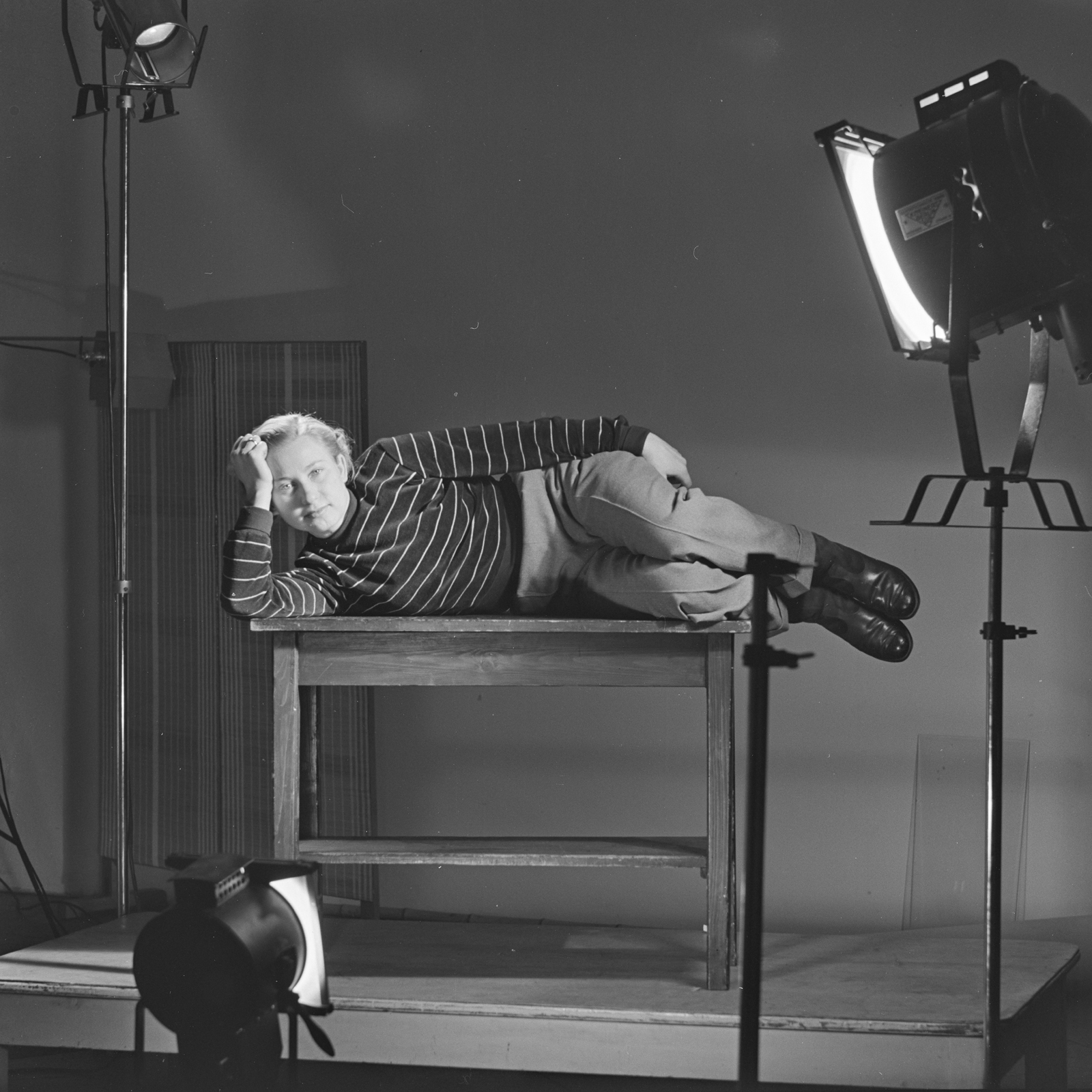
Žena s pruhovaným svetrem ležící na stole ve fotoateliéru

Jeho dílo, které dosud nebylo podrobně prozkoumáno a zhodnoceno, se jeví jako typické pro situaci ambiciózní fotografie 30. let. Na jedné straně jsou to vynikající obrazové počiny, na straně druhé téměř nevyhnutelné využití obchodem a státem, kterému nemohli nebo nechtěli uniknout ani svobodní duchové jako Karl Theodor Gremmler. Gremmler, který sám nebyl členem NSDAP, jako autor fotografií důsledně prosazoval modernistické obrazové strategie a jako většina fotografů, kteří ilustrovali většinu firemních publikací od roku 1930, zastával spíše umírněnou modernost přesahující experimentální procesy avantgardy a Bauhausu, ačkoli zejména jeho manželka Elisabeth, která měla podle rodiny blízko ke komunistické straně, mohla být členkou komunistické strany, udržovala úzké kontakty s Bauhausem a byla blízkými přáteli s Hermannem Gautelem a jeho ženou.
Díla starších představitelů Nové věcnosti, jako jsou Adolf Lazi nebo Hugo Schmölz, se vyznačují jistým patosem a vyhroceným nasvícením, přičemž konceptu Nové věcnosti se nejvíce blíží fotografie Alberta Rengera-Patzsche, reprezentující střední generaci. Mnohem mladší Gremmler patří k první generaci reklamních fotografů určujících styl kolem Heina Gornyho, Ewalda Hoinkise a Antona Stankowského. Jejich fotografie „kombinují kompoziční pravidla avantgardy – šikmý kompoziční kříž, diagonální řadu duplikovaných prvků, silné vržené stíny na objekty – s úžasnou kvalitou v námětu, popisu povrchu, hloubky ostrosti a pozornosti k detailu.“ Gremmlerovy industriální fotografie také korespondují s více fotožurnalistickým pohledem Ruth Hallenslebenové, Anny Winterer a Paula Wolffa, kteří v rámci zobrazovaných pracovních procesů opět staví lidi do popředí. Tyto umírněné formy moderny, které všichni protagonisté sdíleli a charakterizovali reklamní a průmyslovou fotografii 30. let, byly vedle plnění ekonomických úkolů jako například vizuální prostředek komunikace a pro vytváření pozitivního vztahu mezi občany a státem vhodný.
V době komplexních strategií státní propagandy měla sebereprezentace profese fotografa přirozeně zvláštní význam. Na rozdíl od Paula Wolffa, nesporného hvězdného fotografa té doby, který chtěl, aby jeho fotografie byly hodnoceny jako dokumenty soudobých dějin, a nikoli rozhodně jako fotografické umění, Karl Theodor Gremmler se zdánlivě snažil být uznáván jako fotografický umělec, jako v neposlední řadě i díky výstavám v roce 1934 v Paříži a 1937 v Oldenburgu a Essenu a především knize „Muži v síti“ z roku 1939. Kvůli své brzké smrti se však do dějin fotografie téměř nezapsal.

## Aktuální archiv
V archivu Deutsche Fotothek je 685 originálních tisků Karla Theodora Gremmlera a také kolem 18 700 – téměř neoznačených – černobílých negativů středního a velkého formátu (film a sklo) z období 1932 až 1941, které byly získány v roce 2017 prostřednictvím berlínské galerie z Gremmlerova rodinného prostředí.
Vzhledem k této zpočátku bezútěšné situaci - nebyly již známy ani správné životopisné údaje fotografa - musela být v létě provedena indexace fotografií, které již byly kompletně digitalizovány organizací Deutsche Fotothek v roce 2019/2020. Organizace vyzvala veřejnost, aby lidé lokalizovali, datovali a pojmenovali obsah obrázků nad rámec obecných označení.
Dalších 350 tisků je od roku 2019 ve Städelově muzeu ve Frankfurtu a několik tisků lze nalézt také v Siegertově sbírce v Mnichově, v Muzeu umění a řemesel v Hamburku a ve Státním muzeu umění a Kulturní historie v Oldenburgu.
Kromě výměny dopisů s Oldenburgským muzeem nejsou známy žádné dobové písemné doklady.

## Výstavy

### Samostatné výstavy
- FOTOGRAFIE. Objevy s fotoaparátem. Státní muzeum Oldenburg, 30. května – 27. června 1937 [prodlouženo do 4. července 1937, samostatná výstava s cca 200 fotografiemi, další umístění: Folkwang Museum Essen].

### Skupinové výstavy
- Neu Sehen (Nové vidění). Fotografie 20. a 30. let. Staedel Museum Frankfurt, 30. června do 24. října 2021.[9]
- RealSurReal: mistrovská díla avantgardní fotografie. Nová vize 1920-1950. Siegert Collection, Wolfsburg Art Museum, 15. listopadu 2014 do 6. dubna 2015.[10]
- Auguste Papendieck. Potter, Fockeho muzeum. Brémské státní muzeum umění a kulturní historie, 16. listopadu 2014 až 22. března 2015.
- Vyrobeno v Německu. Fotografové GDL 1919–1979. Foto muzeum Mnichovského městského muzea, listopad 1979 až únor 1980.
- Fotografové vidí Německo. Současná fotografie. Výstava Společnosti německých fotografů v souvislosti s městem Wiesbaden, Nassauisches Landesmuseum Wiesbaden 1938, duben až červen 1938.
- Žena a lidé. Düsseldorf, 11. května – 12. června 1935, organizovaný Institutem pro německou hospodářskou propagandu e. V. Berlín.
- IXe Salon mezinárodní umělecké fotografie. La Société française de photographie et de cinématographie, Paříž, 1934.

## Publikace (výběr)
- Hans A. Keune: Seefisch Ahoi. Geschichten von Fischern und Fischen (Mořská ryba Ahoi. Příběhy rybářů a ryb.) Hamburk, Hans A. Keune Verlag 1943.
- Karl Theodor Gremmler: Schiff bei Seegang (Loď na moři), in: Volk und Welt – Deutschlands Monatsbuch, č. 1, 1942, Abb. s. 24.
- Hans Mosolff (vyd.): Der Aufbau der deutschen Gefrierwirtschaft (Struktura německé ekonomiky mražení), Hamburk, Hans A. Keune Verlag, 1941.
- Christian Hilker: 2 PS machen Karriere. Fotos: Karl Theodor Gremmler, Kurt Oehmann, August Rumbucher jr., Berlin, Steiniger 1941 [Chronik der Borgward-Werke].
- Anonym: Von der Schwarzen Kunst, in: Atlantis, č. 8 1940, s. 285–296.
- Rudolf Kinau und Werner Schnakenbeck: Männer am Netz. Mit Dampfer und Kutter auf Frischfisch und Krabbe. Band 1. Das Fischernetz, Berlin-Lichterfelde 1939 (Online [abgerufen am 18. Januar 2023] Fotograf: Karl Theodor Gremmler).
- H. Bahlsens Keksfabrik 1889–1939 (Továrna na sušenky). Text: Norbert Jacques. Fotografie: Hein Gorny a Gremmler-Gorny. Frankfurt nad Mohanem, Hauserpresse Hans Schaefer, 1939 [rovněž barevný reklamní leták].
- Wilhelm Hecker (vyd.): Wir stellen uns um! Ernährungsfibel für die deutsche Hausfrau. (Měníme se! Výživový návod pro německou hospodyňku.) Předmluva: vedoucí říšského hlavního oddělení Hugo de Marees van Swinderen, Berlín, Hans A. Keune Verlag 1939 [fotografie převážně K. Th. Gremmler, čtyři fotografie: Hein Gorny].
- 64 Bilder aus der Ausstellung (64 fotografií z výstavy). Brožurka výstavy "Brémy - klíč ke světu". Der Schlüssel, Bremer Beiträge zur Deutschen Kultur und Wirtschaft (Brémské příspěvky k německé kultuře a hospodářství), č. 6 1938, s. 221–291. [Fotografie: Karl Theodor Gremmler].
- Oldenburgisches Landesmuseum. Führer durch das Kunsthandwerk und die heimatlichen Altertümer an Hand der Neuerwerbungen (Průvodce ručními výrobky a místními starožitnostmi na základě nových akvizic), vyd. Oldenburgischen Landesmuseum, Oldenburg 1938 [fotografie: Karl Theodor Gremmler].
- Anonym: K. Th. Gremmler. Mistr reklamní fotografie, in: Gebrauchsgraphik (Užitková grafika), č. 7, 1937, s. 40–45. Online.
- Bruno Schultz (vyd.): Německá fotografie. Výroční přehled 1937, Berlín, Bruno Schultz Verlag 1936, s. 26.
- Deutsche Arbeitsfront (Německá pracovní fronta), Frauenamt: Tagewerk und Feierabend der schaffenden deutschen Frau (Kancelář pro ženy: každodenní práce a volno pro Německé ženy), publikováno jménem říšského vůdce, Lipsko, Otto Beyer 1936 [84 fotografií: Karl Theodor Gremmler, text v němčině, angličtině, francouzštině, italštině].
- Lore Bauer (text), Karl Theodor Gremmler (fotografie): Das Gesicht der berufstätigen Frau (Tvář pracující ženy), in: NS-Frauen-Warte, listopad 1935, s. 331–333.
- Photographie. Arts et Métiers Graphiques. Photo 1935. Cet Album Contient Nombre de Photographies exposées au IXe Salon International D’Art Photographique de Paris organisé par la Société Francaise de Photographie, 51 rue de Chlichy, Paříž, Éditions des Arts Métiers Graphiques, 1935, s. 59, 78, 93.
- Nordsee Magazin (1932–1938), od roku 1938 Nordsee Küste (do roku 1939), pravidelné fotopublikace od června 1933, často i titulní fotografie (například 7/1933, 9/1933, 11/1933).
- Richard Lisker: Über gewebte Stoffe (O tkaných látkách), in: Die Form: Zeitschrift für gestaltende Arbeit (časopis pro kreativní práci), sešit 3, 1933, s. 65–74 [jméno autora na titulní fotografii pouze jako dodatek ve 4. čísle].

## Galerie

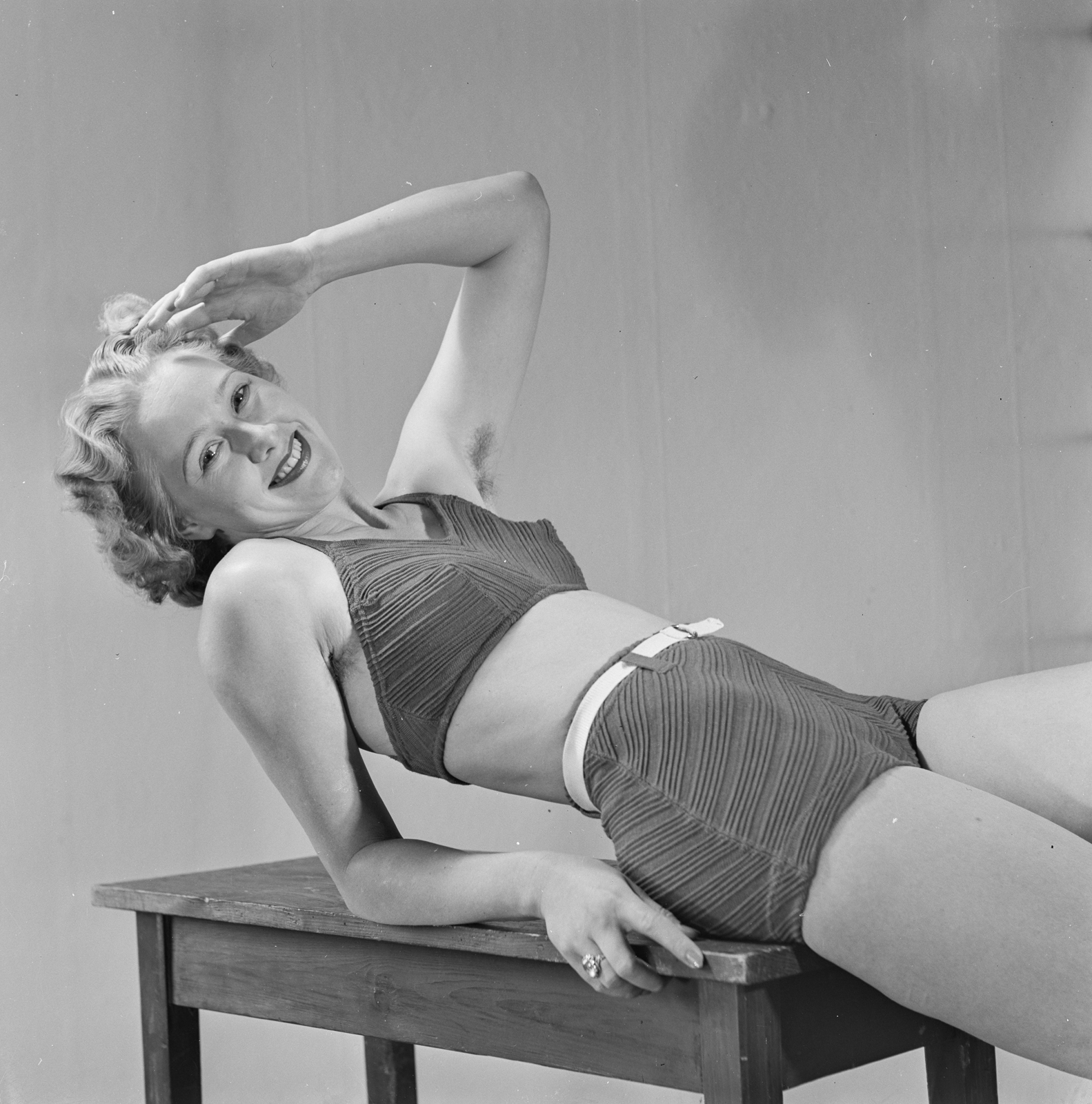
Žena v bikinách leží na stole, 1938–1941
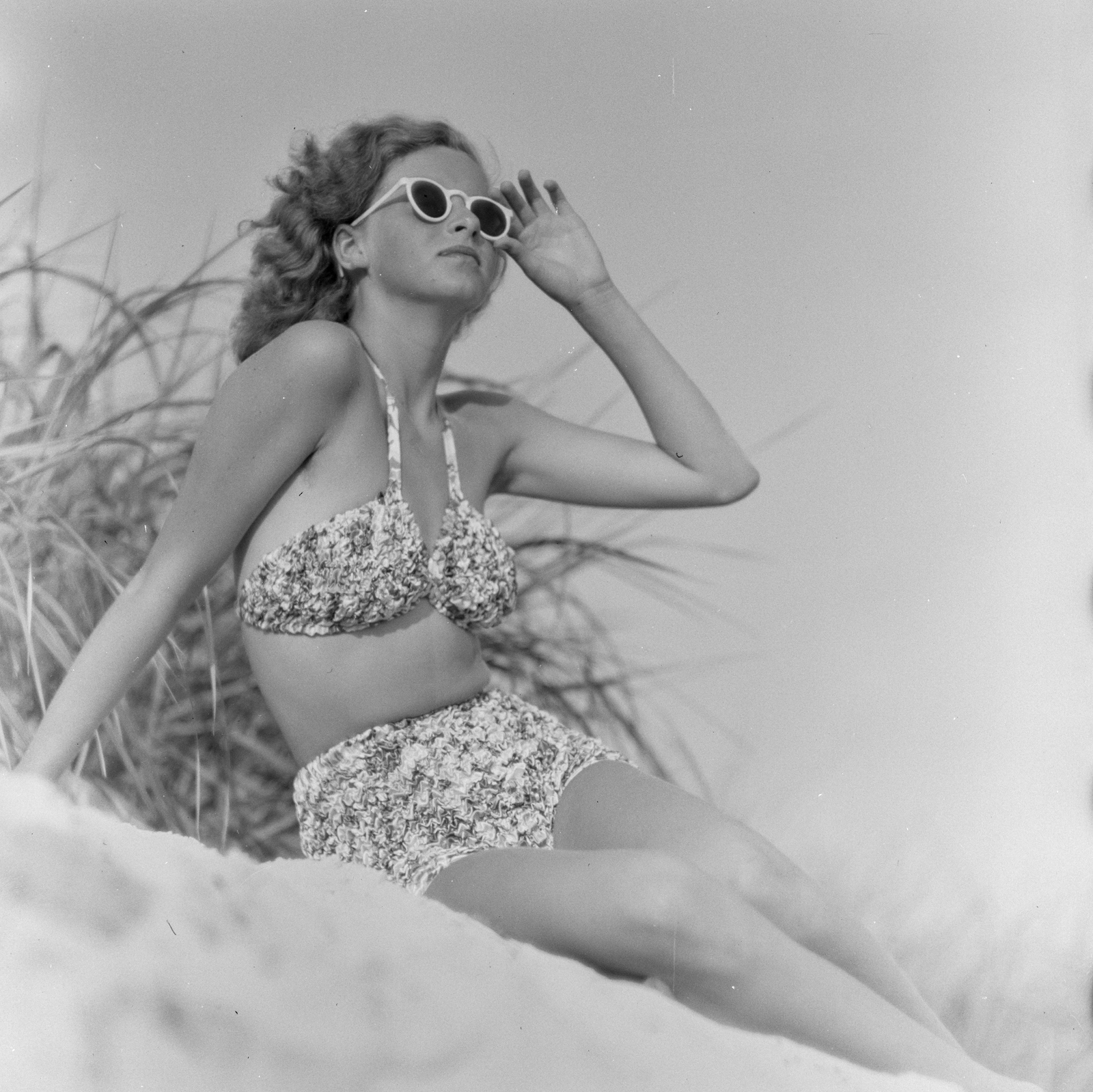
Žena v bikinách se slunečními brýlemi na pláži, 1938–1941
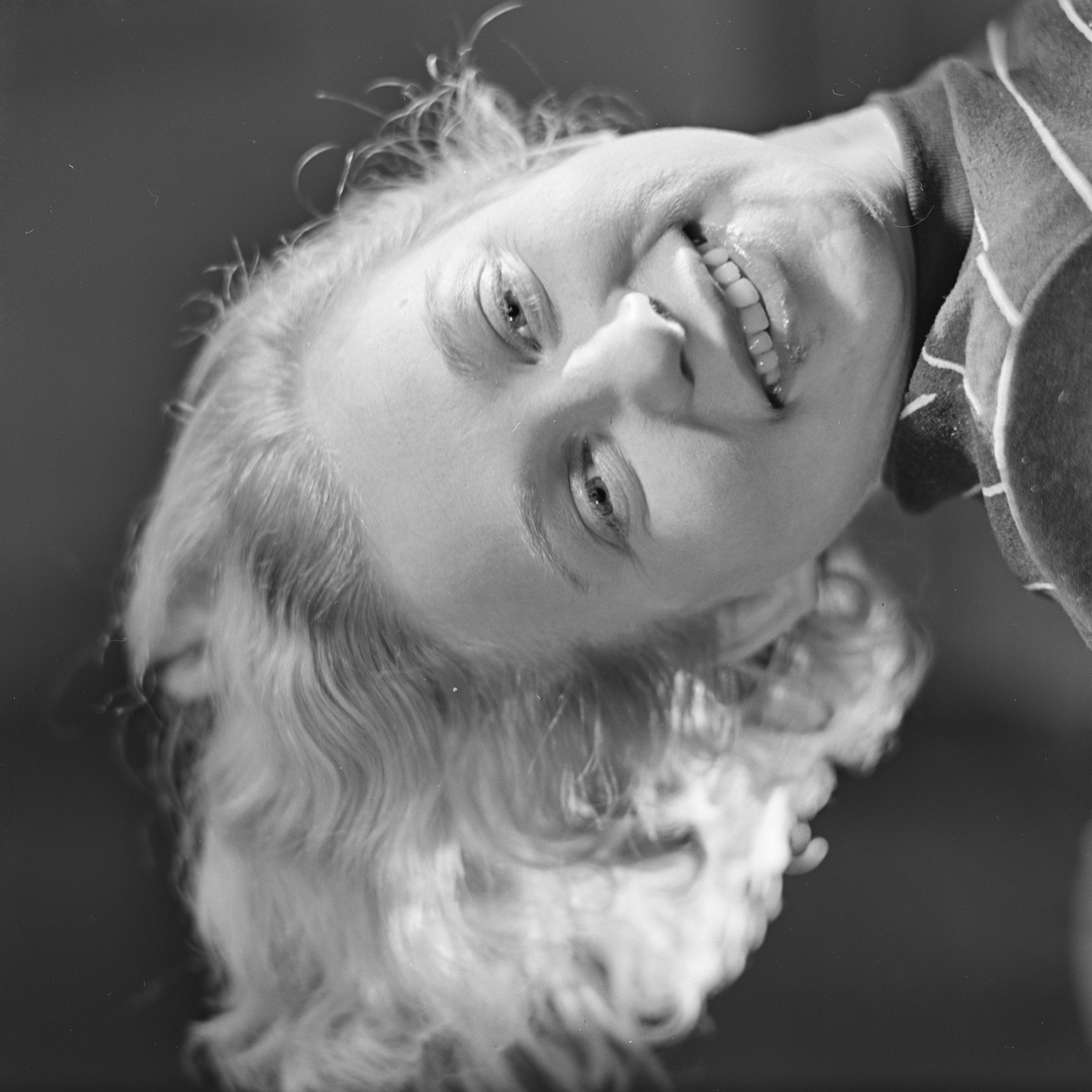
Portrét, hlava ženy s pruhovaným svetrem vleže, 1938–1941
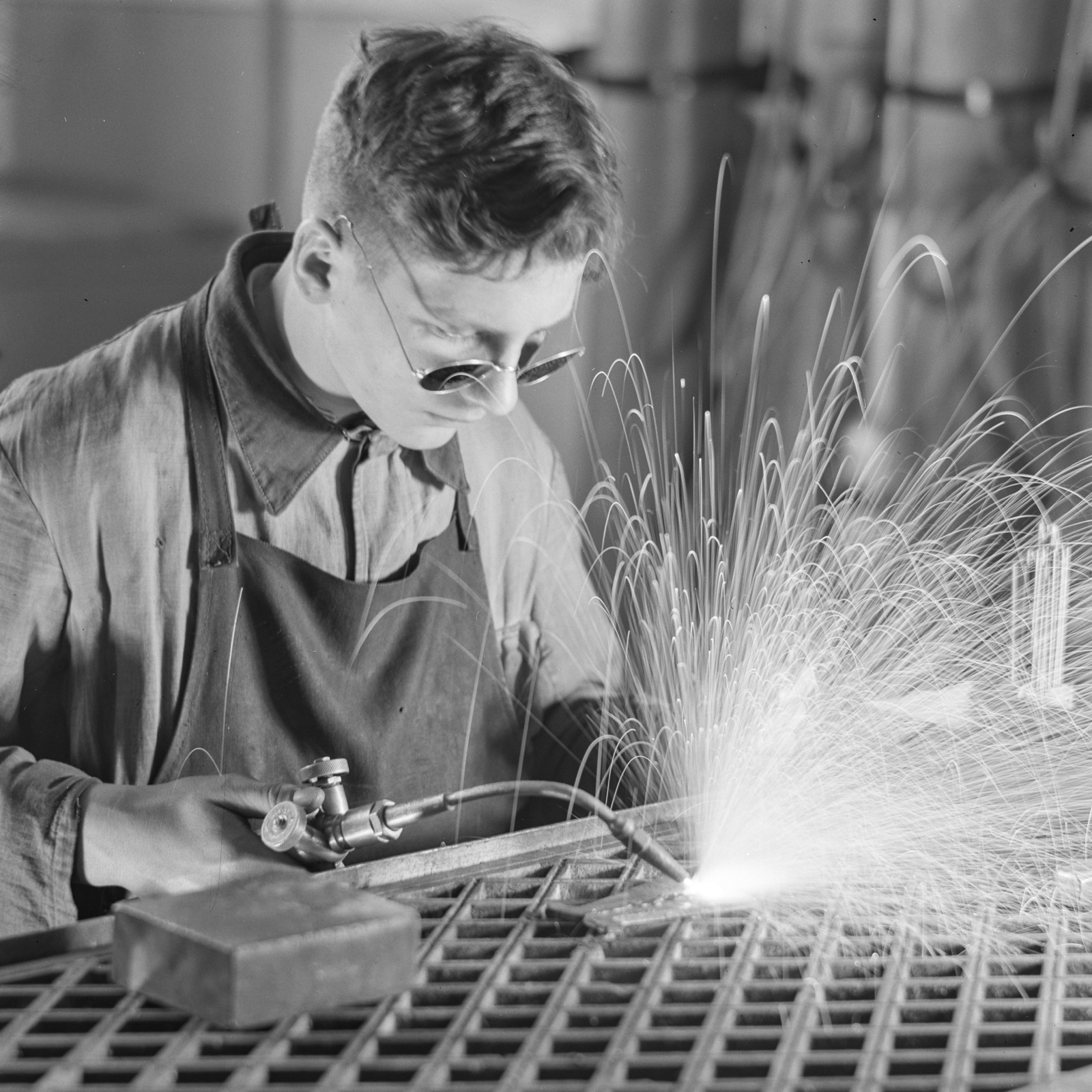
Učeň svařování Borgward, série: Borgward, 1938–1941
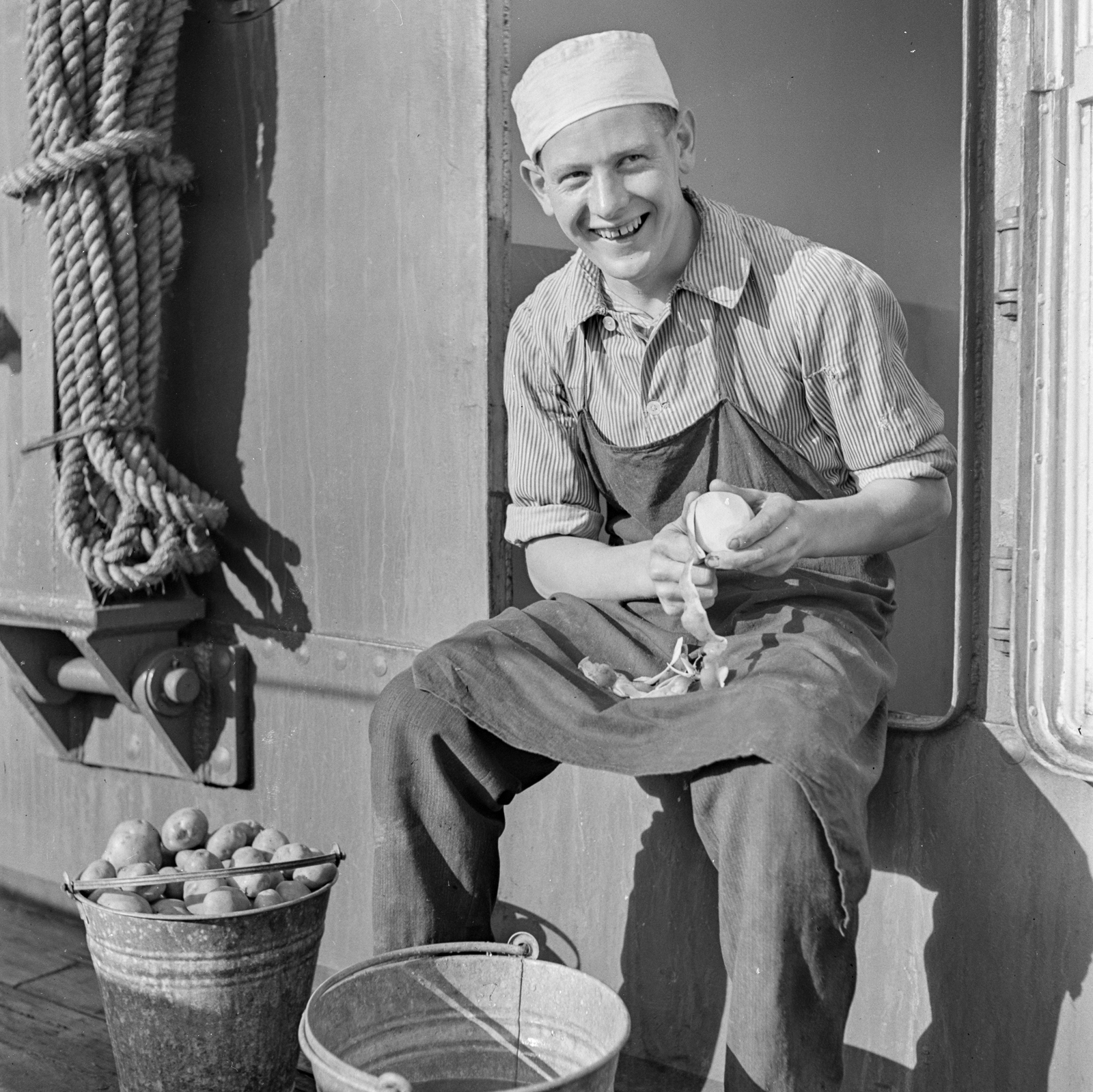
Loupání brambor, Muži v síti, 1938–1939
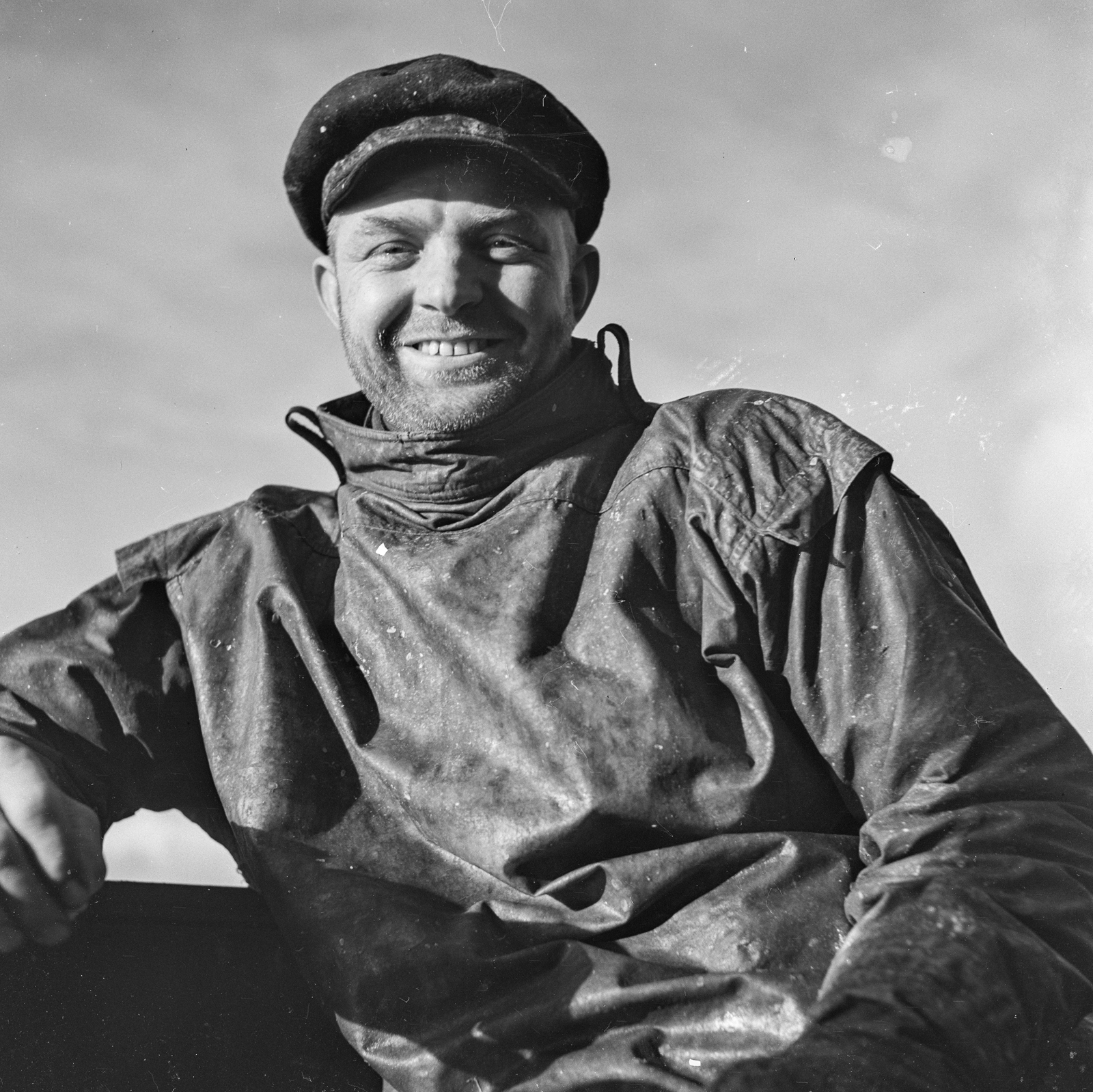
Portrét muže, Muži v síti, 1938–1939
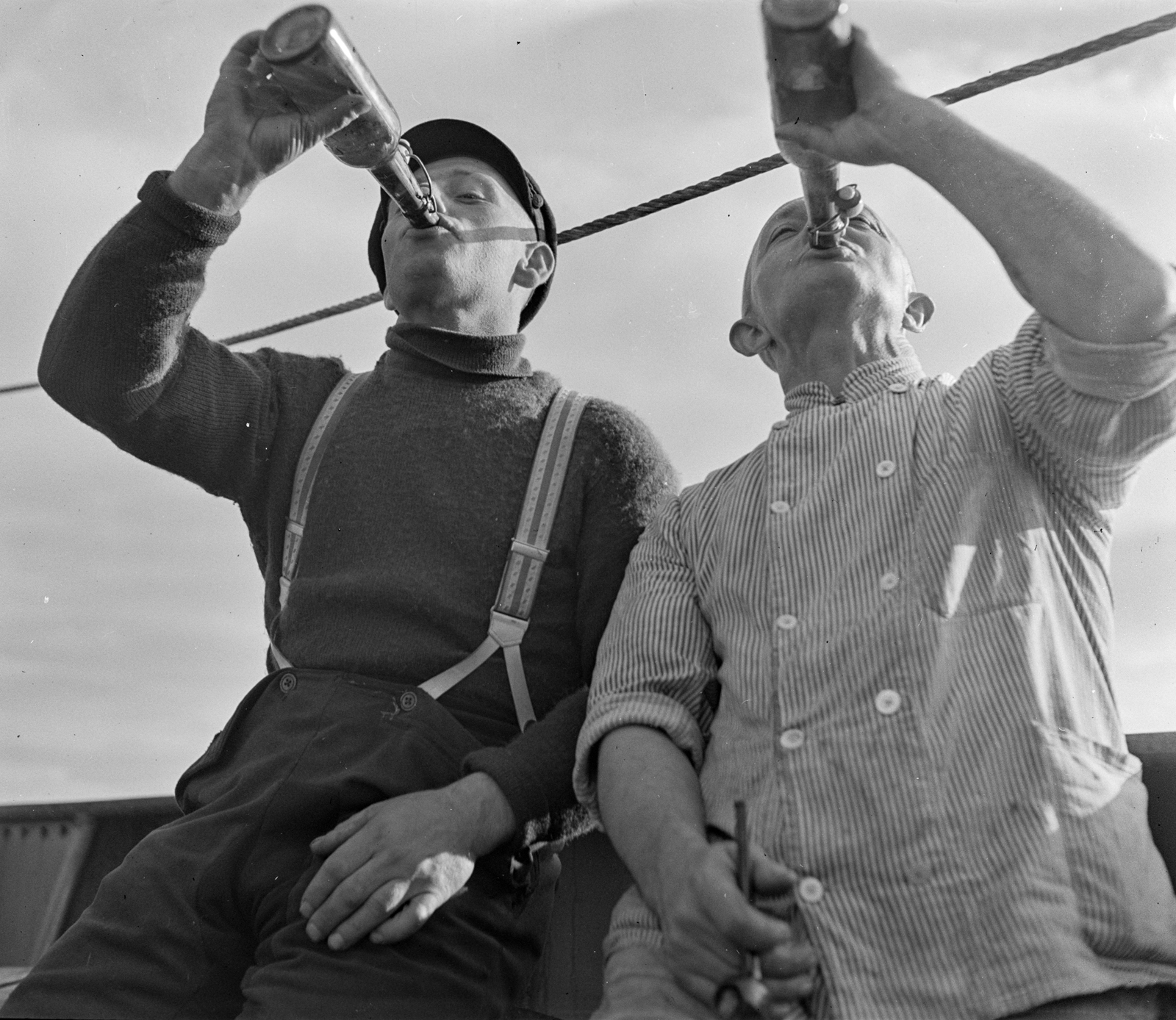
Muži pijí z lahve, Muži v síti, 1938–1939
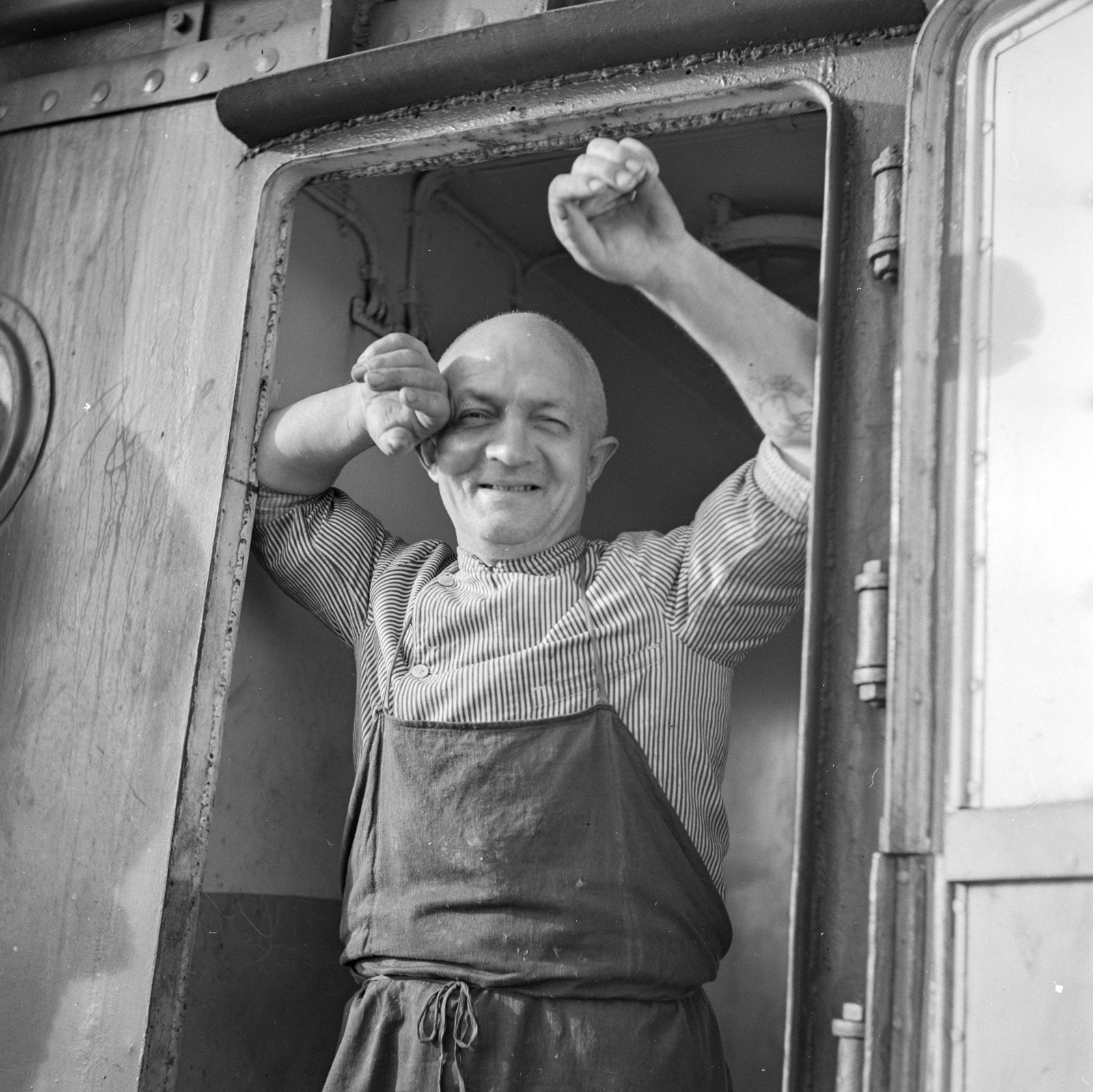
Smutje v rámu dveří, Muži v síti, 1938–1939
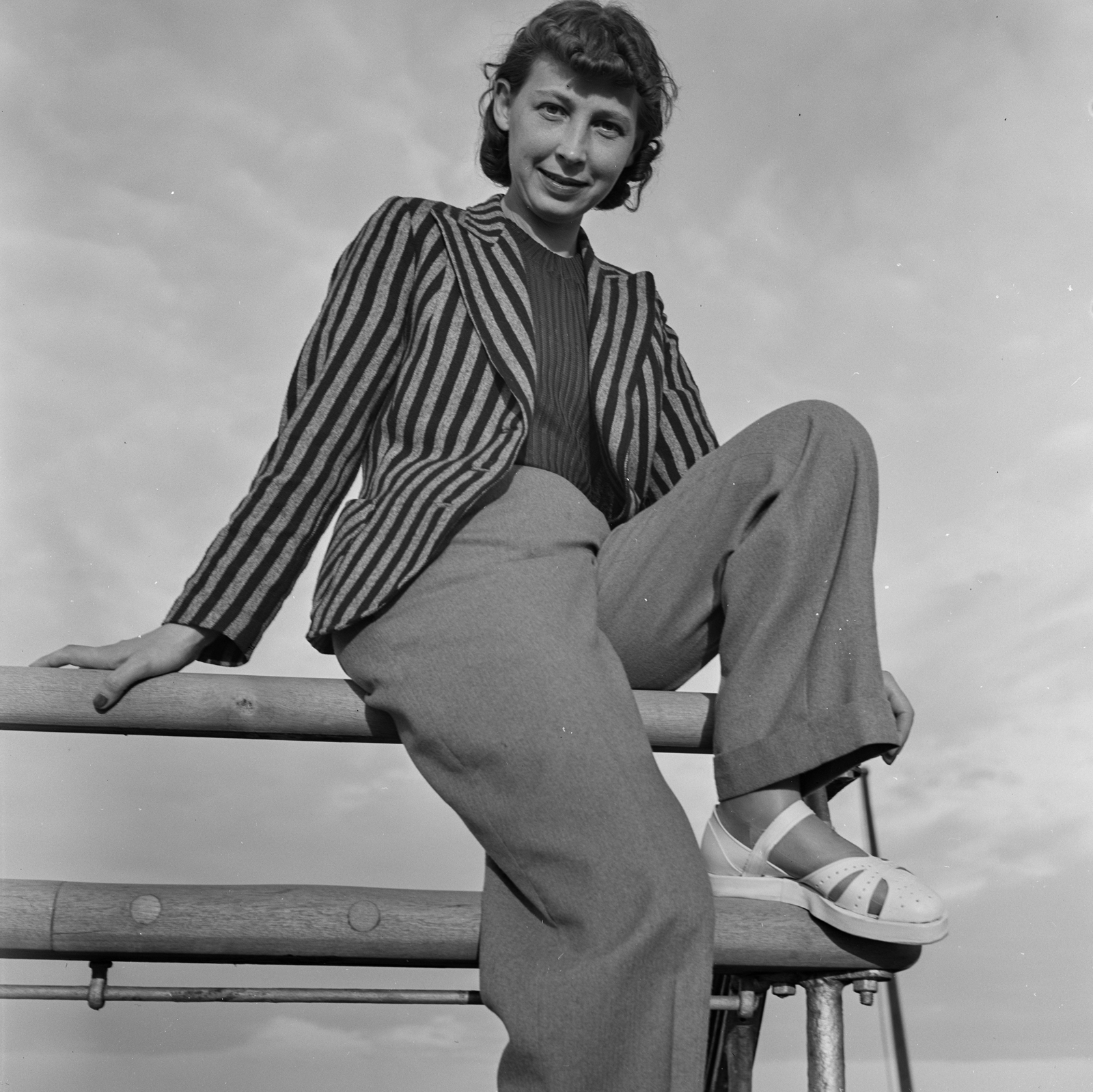
Elisabeth Gremmlerová sedící na zábradlí horní paluby, vánoční plavba se severoněmeckým parníkem Lloyd „Steuben“, série: Madeira-Kreuzfahrt, prosinec 1938 - leden 1939
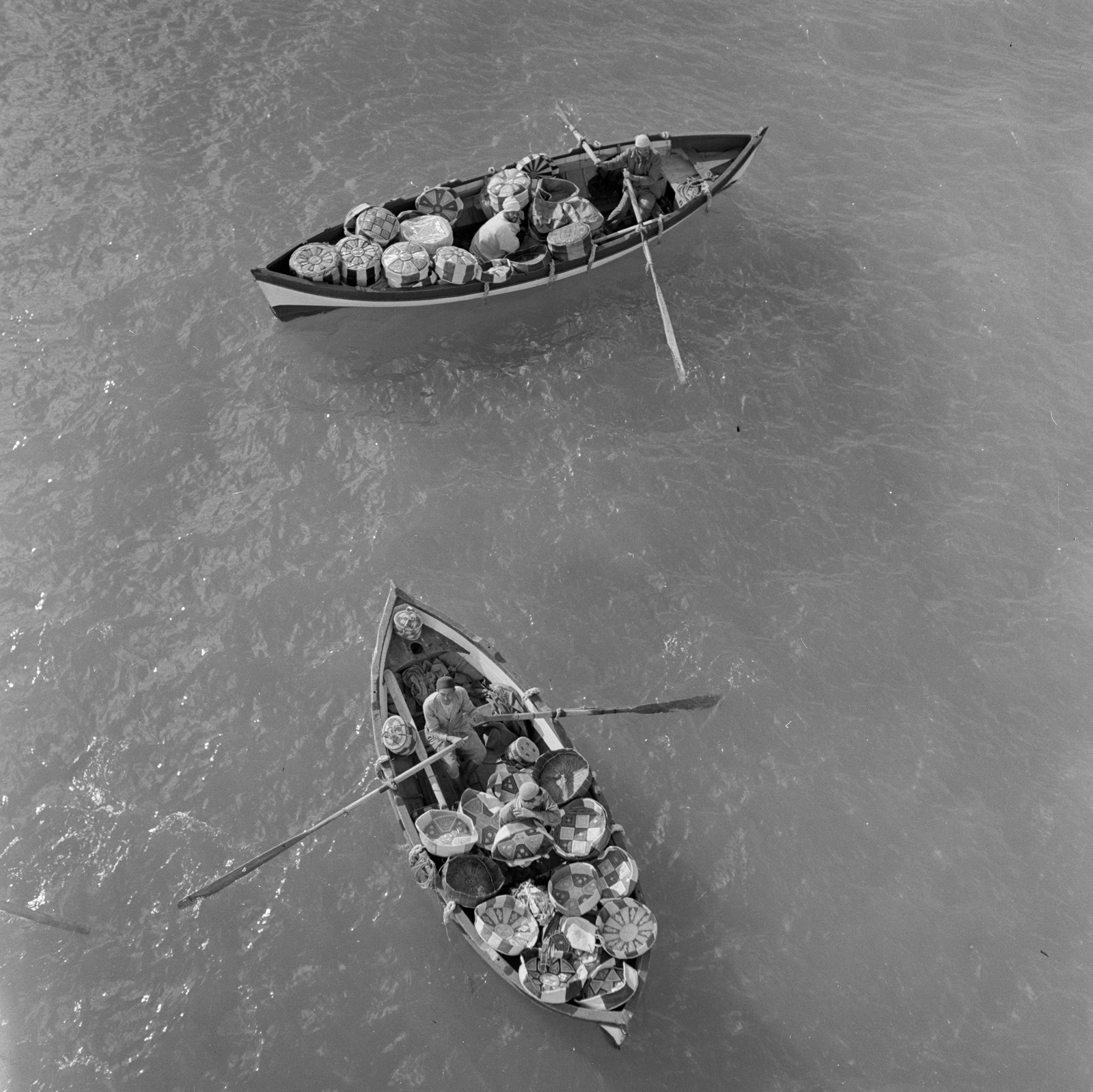
Lodě s mnoha košíky, nadhled, vánoční plavba se severoněmeckým parníkem Lloyd „Steuben“, série: Madeira-Kreuzfahrt, prosinec 1938 - leden 1939
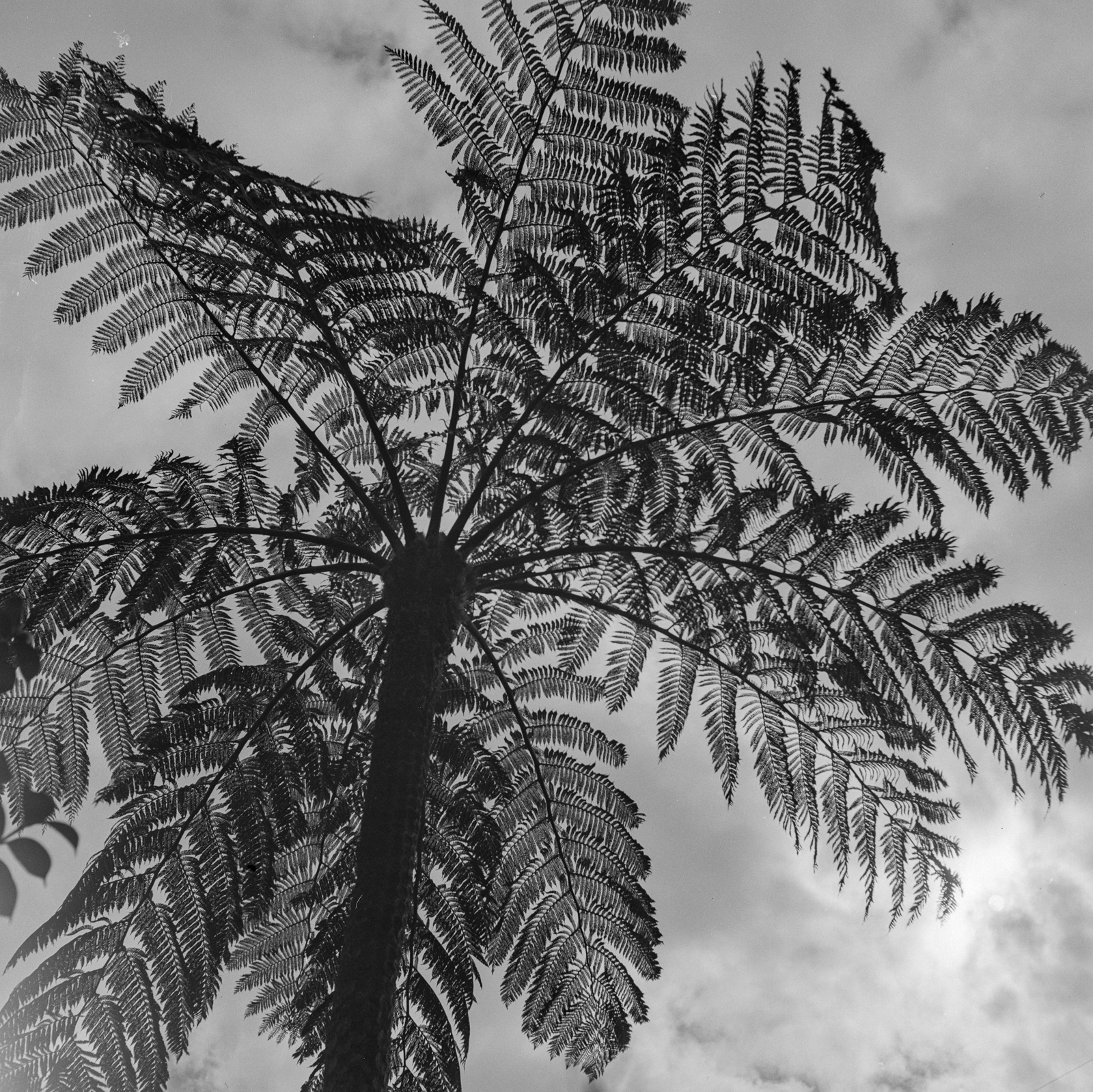
Palma, vánoční plavba se severoněmeckým parníkem Lloyd „Steuben“, série: Madeira-Kreuzfahrt, prosinec 1938 - leden 1939
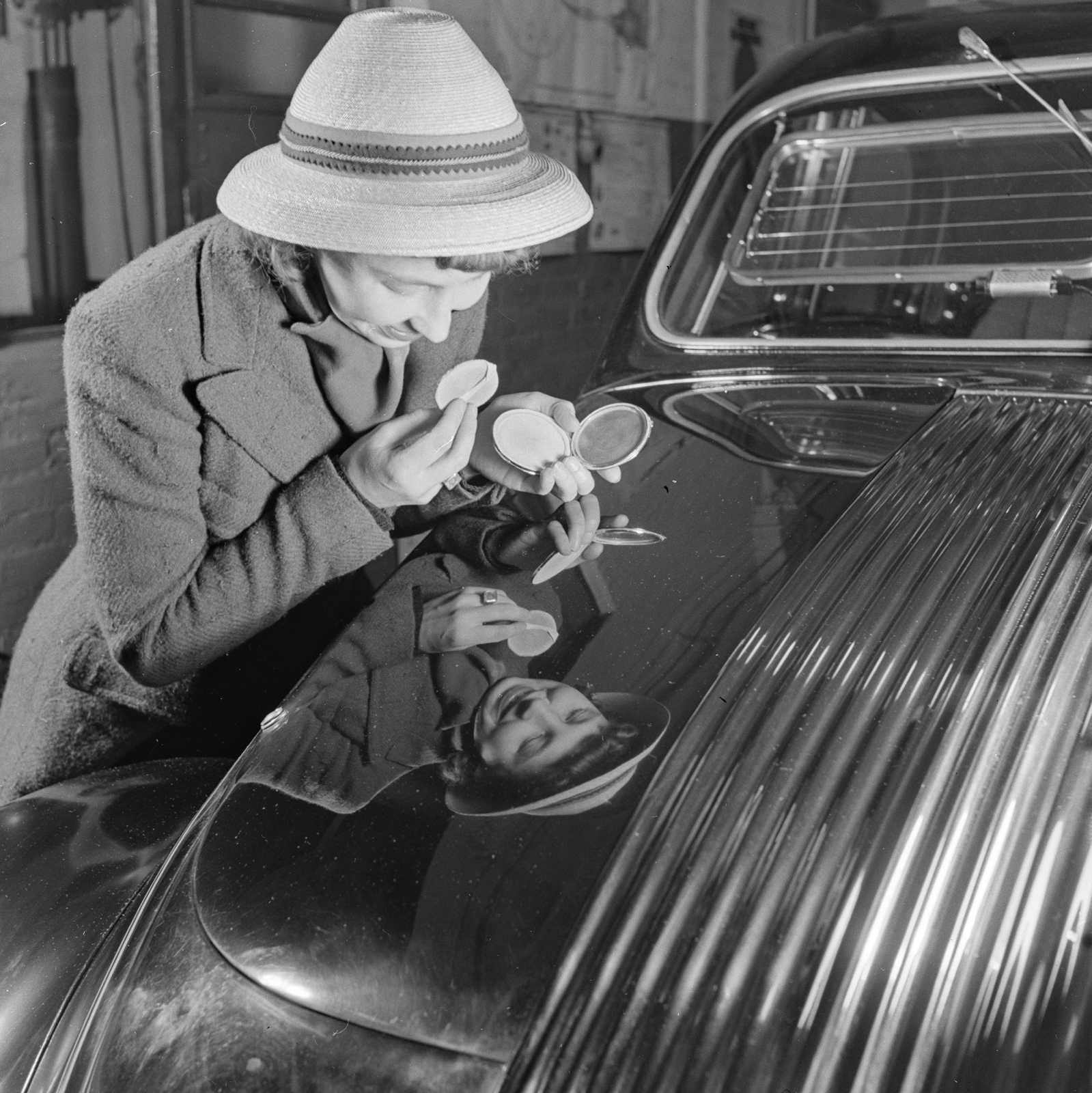
Elisabeth Gremmlerová využívá naleštěnou karoserii jako zrcadlo k nanášení make-upu, 1938
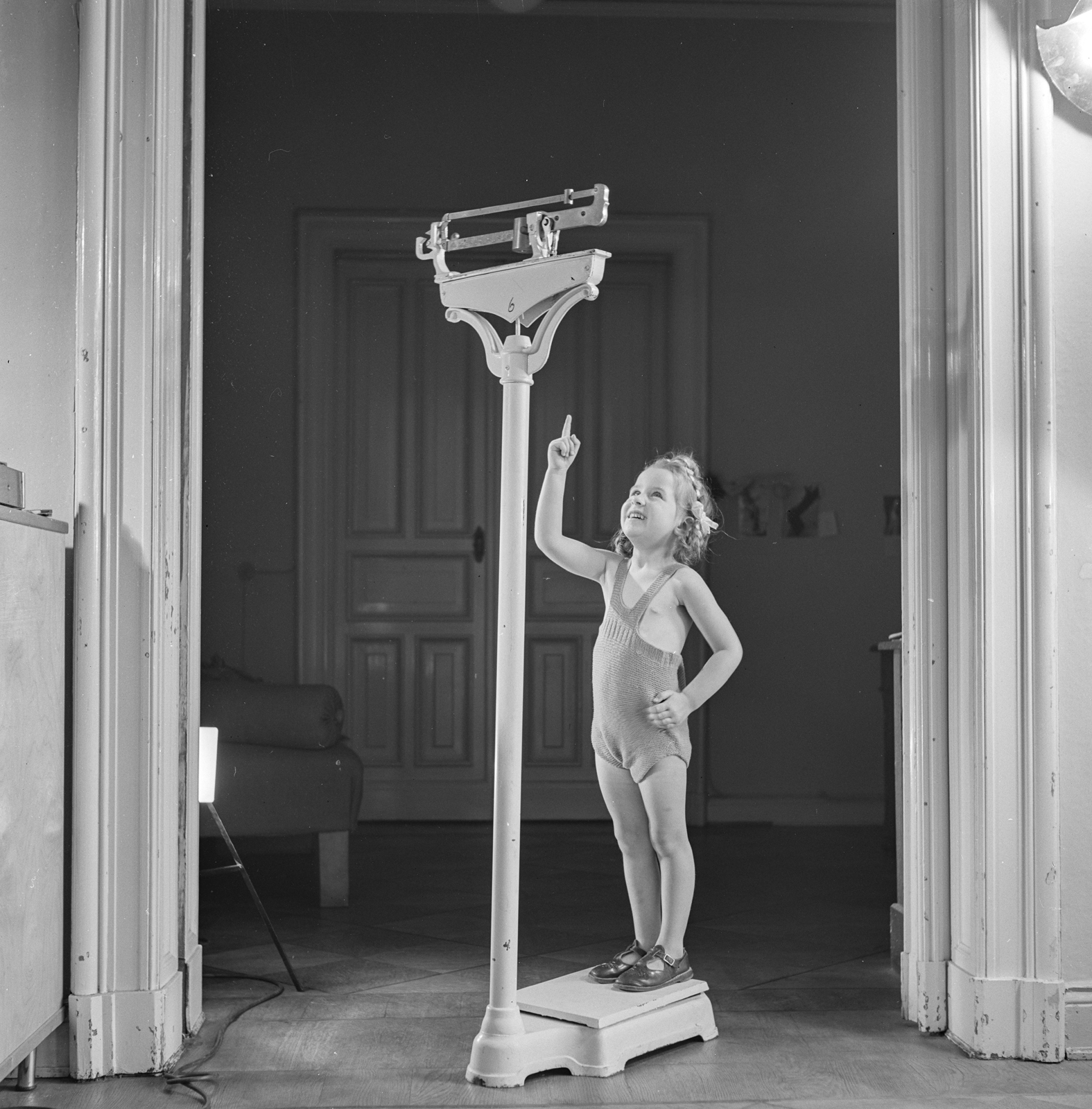
Dívka na váze, 1938–1941
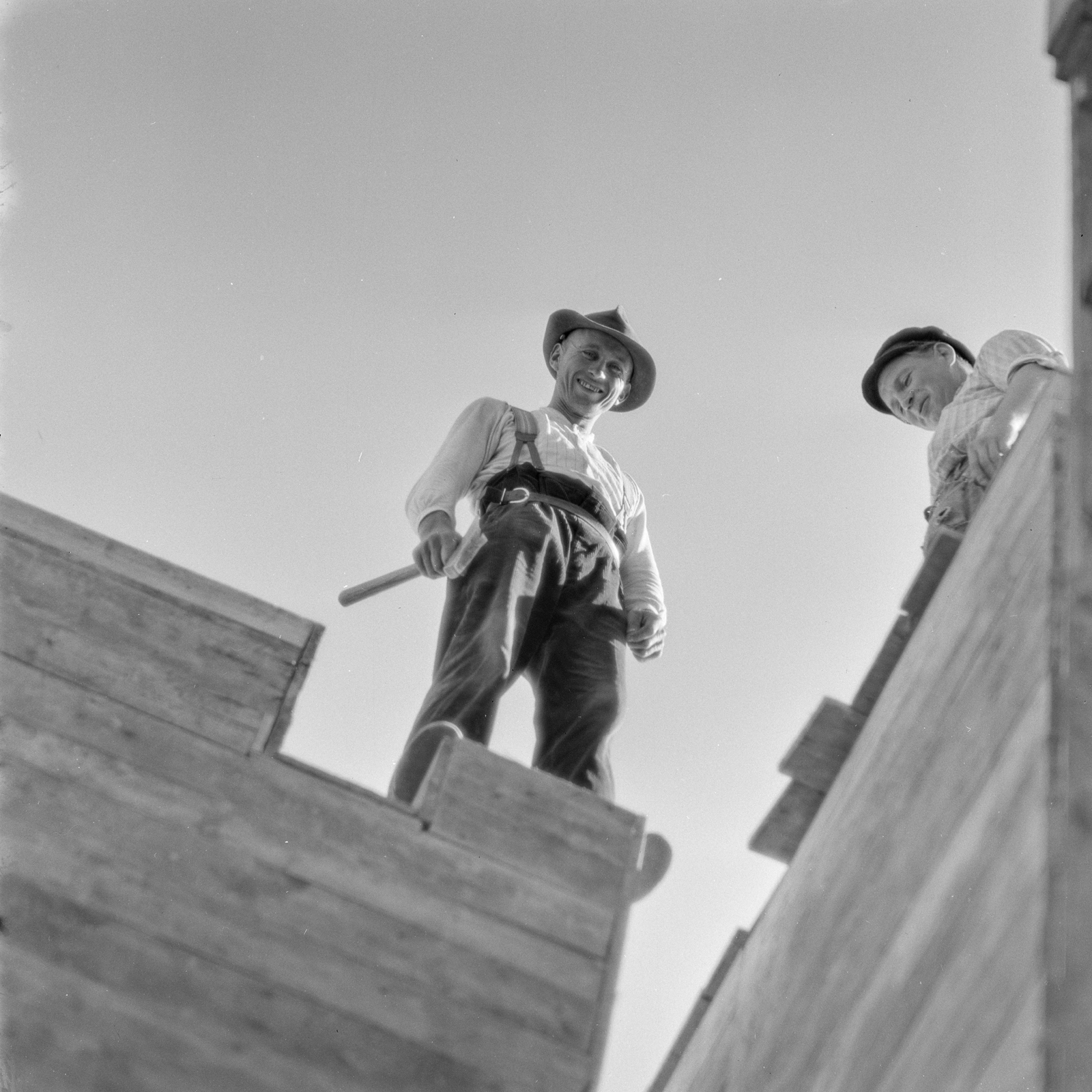
Tesaři na stavbě, série: Bauarbeiten, 1938–1941
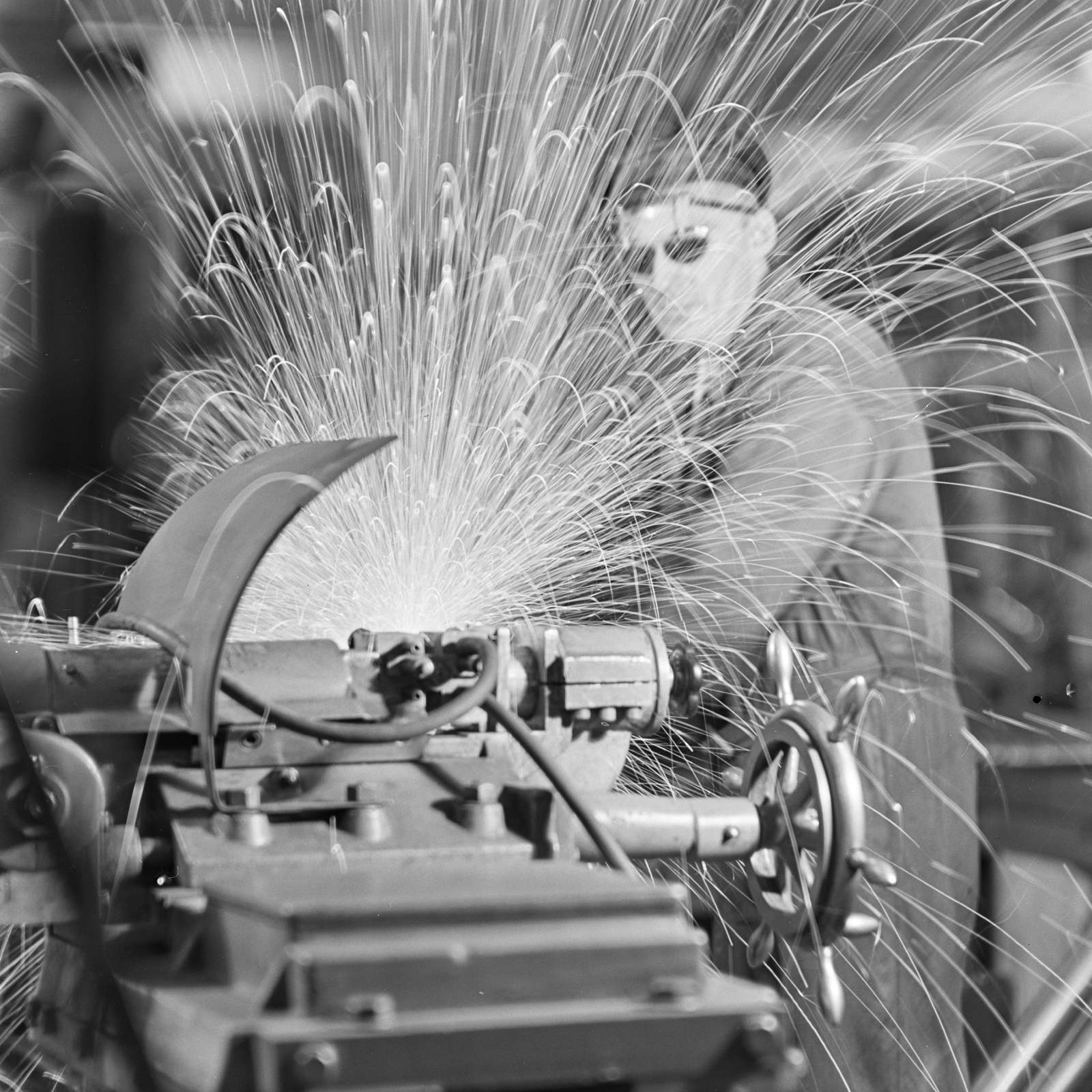
Svařovací stroj, série Borgward, 1938–1941